# Église Saint-Jean-Baptiste de Crouy-en-Thelle
Pour les articles homonymes, voir Église Saint-Jean-Baptiste.
L'église Saint-Jean-Baptiste est une église catholique paroissiale située à Crouy-en-Thelle, dans le département de l'Oise, en France. Elle se présente comme un édifice essentiellement gothique flamboyant, dont le plan rectangulaire à trois vaisseaux, avec un clocher-porche précédant la nef, masque une réalité beaucoup plus complexe. Le chœur est en effet d'origine roman, et conserve deux voûtes d'ogives des années 1130 / 1140 qui comptent parmi les plus anciennes du département. Dans le vaisseau nord, les trois dernières voûtes sont de style gothique rayonnant. Si ces éléments, ainsi que les réseaux flamboyants de la plupart des fenêtres, sont d'un intérêt incontestable, la reprise en sous-œuvre de la plupart des grandes arcades sans égards pour l'esthétique de l'espace intérieur, et l'installation de voûtes d'ogives factices et de clés de voûte néo-gothiques au XIIe siècle, n'ont pas valu à l'église Saint-Jean-Baptiste un classement aux monuments historiques à ce jour. Néanmoins, les élévations extérieures sont aujourd'hui restaurées et bien mises en valeur. L'église est affiliée à la paroisse Saint-Louis en Thelle avec siège à Chambly, et des messes dominicales anticipées y sont célébrées environ quatre fois par an à 18 h 30.

## Localisation

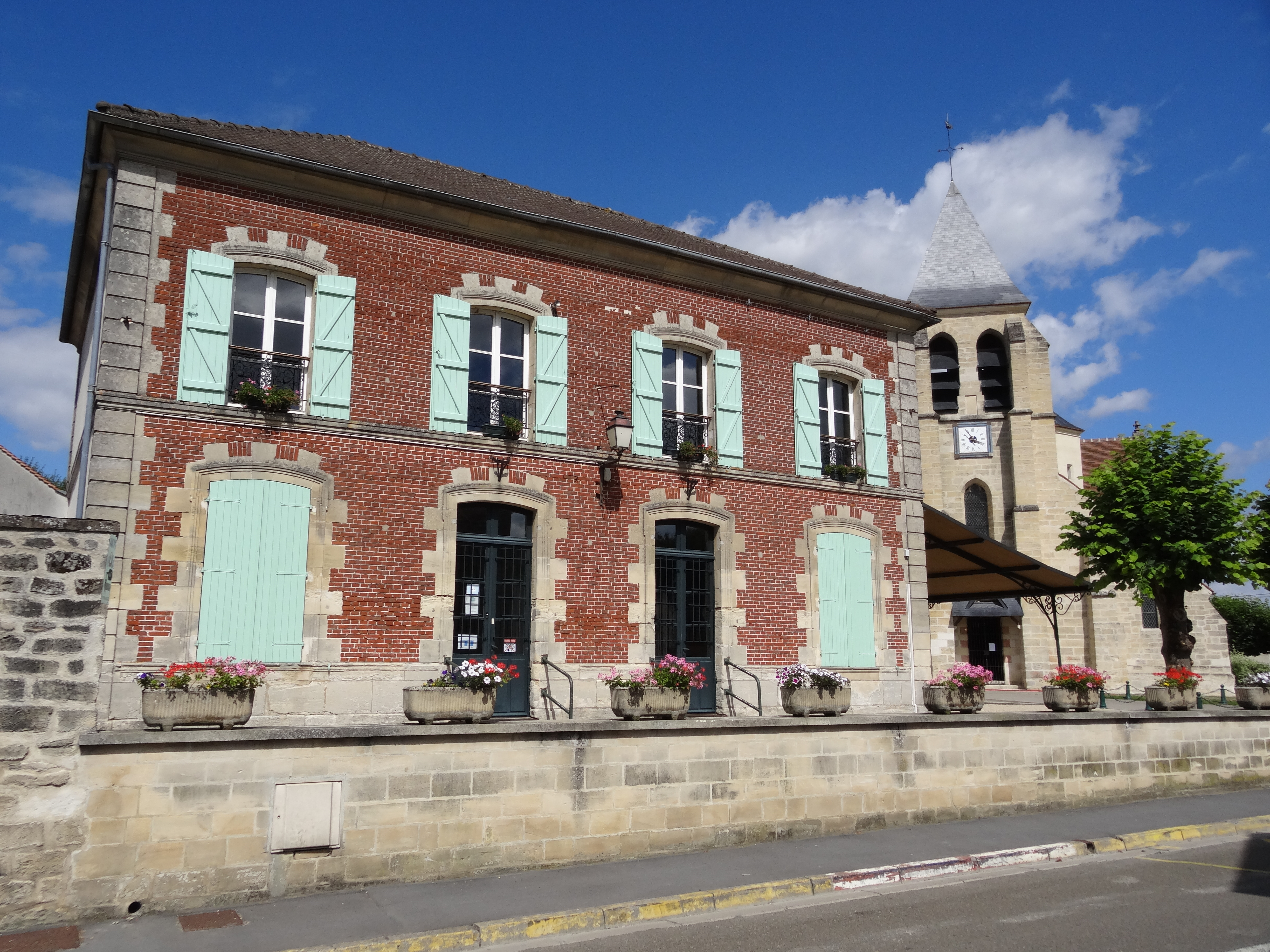
Vue avec l'ancienne mairie.

L'église Saint-Jean-Baptiste est située en France, en région Hauts-de-France et dans le département de l'Oise, en pays de Thelle, dans la commune de Crouy-en-Thelle, sur la place centrale du village qui accueille également la mairie, dans l'angle entre la rue de Précy (RD 92) au sud-ouest, et la rue du puits Saint-Jean au sud-est. L'église est entièrement dégagée de constructions mitoyennes. L'espace devant le portail occidental en bas du clocher tient lieu de parvis. La partie de la place au sud de l'église est aménagée en espace vert public. Il s'agit de l'ancien cimetière. Le reste sert de parking.

## Histoire

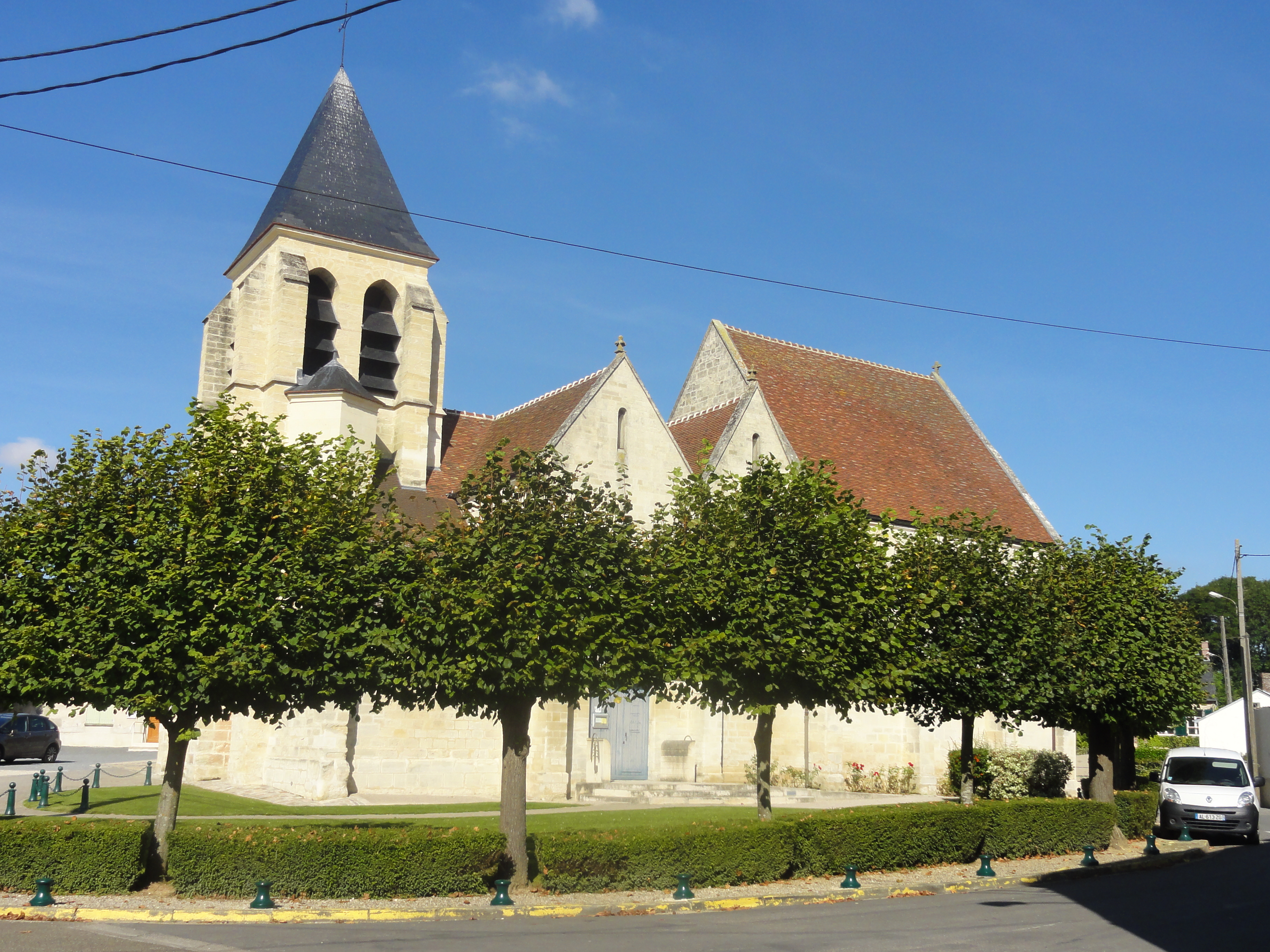
Vue depuis le sud.

La date de fondation de la paroisse n'est pas connue, mais Crouy-en-Thelle figure déjà dans les chartes du VIIIe siècle en tant que Cotiriacus. Le collateur de la cure est l'abbaye de Saint-Denis. Sa qualité en tant que patron de la cure remonte apparemment à la donation de tout le pagus Camliacensis (pays de Chambly) à l'abbaye de Saint-Denis par le roi Dagobert Ier, qui fut confirmée par son fils Clovis II en 640. On peut en déduire une grande ancienneté de la paroisse. L'affiliation de Crouy au comté de Beaumont, puis son incorporation à la baronnie de Persan, ne changea rien à la qualité de l'abbaye de Saint-Denis en tant que décimateur et patron de la cure. Sous l'Ancien Régime, la paroisse relève du doyenné de Beaumont-sur-Oise, de l'archidiaconé de Clermont et du diocèse de Beauvais. Après le concordat de 1801, l'ancienne cure de Morangles est rattachée à la succursale de Crouy-en-Thelle (seuls les chefs-lieux de canton peuvent être des paroisses à part entière entre le concordat et la Troisième République). Aujourd'hui, Crouy-en-Thelle est affilié à la paroisse Saint-Louis-en-Thelle avec siège à Chambly, qui rassemble les communes de l'ancien canton de Neuilly-en-Thelle jadis comprises dans le doyenné de Beaumont. Cette paroisse réunit quatorze églises, et les célébrations du dimanche sont réservées à deux parmi elles, ce qui ne laisse que la messe anticipée du samedi à 18 h 30 pour les douze restantes. La fréquence des messes ne dépasse donc pas les trois ou quatre par an.
Dédiée à saint Jean-Baptiste, l'église de Crouy-en-Thelle est un édifice complexe issu de plusieurs campagnes de construction, et en grande partie rebâti à la fin du XVe et au second quart du XVIe siècle. Eugène Müller dit que l'église « offre peu d'attractions pour l'archéologue ». Le remaniement gothique flamboyant, qui se justifie sans doute par les dégâts subis sous la guerre de Cent Ans et le manque d'entretien durant cette période sombre, est en effet assez radical, et néglige l'esthétique des grandes arcades, mais ne va en même temps pas assez loin pour suggérer un édifice entièrement flamboyant. Il en résulte un manque d'homogénéité. S'y ajoutent les conséquences d'une restauration peu soucieuse de l'authenticité du monument au dernier tiers du XIXe siècle, quand la nef et le bas-côté sud sont équipés de fausses voûtes d'ogives d'inspiration flamboyante (du même type qu'à Nointel et Sacy-le-Grand), et les voûtes du XIIe siècle de la croisée du transept et le chœur munies de nouvelles clés de voûte néo-gothiques. Cependant, l'église Saint Jean-Baptiste conserve des éléments intéressants. L'attention se portera notamment sur les deux voûtes d'ogives romanes du chœur, que Dominique Vermand date des années 1130 / 1140, et qui comptent parmi les plus anciennes du département, ainsi que sur les chapiteaux et culs-de-lampe également romans de l'arc-doubleau intermédiaire du chœur. À peine plus récente est la voûte de la croisée du transept. De belle facture sont aussi les trois voûtes de style gothique rayonnant de l'ancien croisillon nord et de la chapelle latérale nord du chœur, et les remplages flamboyants de la plupart des fenêtres.
Du fait de l'ampleur des remaniements, et de la reprise des grandes arcades en sous-œuvre, que ce soit en remplacement de murs pleins ou d'arcades plus anciennes, il n'est plus possible de retracer dans le détail les évolutions de l'église. On ne peut exclure qu'elle soit encore à vaisseau unique au moment du voûtement du chœur. L'arcade en plein cintre au sud de la dernière travée du chœur pourrait être considérée comme romane, et démentirait ainsi ce plan à vaisseau unique, mais son absence de style invite à la prudence. Si l'église Saint-Jean-Baptiste ne dispose pas d'emblée d'un transept, celui-ci se matérialise au plus tard au moment du voûtement de la travée précédant le chœur, à la seconde moitié du XIIe siècle. À Bray-sur-Aunette, la croisée du transept est ainsi prise sur la surface de la nef non voûtée. Entre croisillon nord et collatéral nord du chœur, un arc-doubleau renforcé sépare les voûtes du dernier quart du XIIIe siècle, et traduit l'existence ancienne d'un transept. Au moins à l'intérieur de l'église, il n'est peut-être déjà plus perceptible comme tel après la construction de ces voûtes. Du fait de l'absence d'éléments antérieurs à la guerre de Cent Ans dans le collatéral sud du chœur et les bas-côtés de la nef, il reste en suspens si ces parties existent déjà avant le remaniement flamboyant. La transformation d'une église de plan cruciforme à chevet plat en église de plan rectangulaire est en tout cas courante dans l'Oise et le Vexin français, et se constate aussi à Belle-Église et Bornel, aujourd'hui dans la même paroisse. La question de la position initiale du clocher demeure aussi sans réponse. En tout cas, l'ancienne croisée du transept ne montre pas les caractéristiques de la base d'un clocher central, et son plan barlong prononcé s'y oppose. L'hypothèse d'un clocher-porche primitif est également peu vraisemblable, car cette disposition est très rare dans la région à la période romane, et on ne peut guère citer qu'Estrées-Saint-Denis et Morienval.
Restent maintenant à préciser les travaux entrepris à la période flamboyante. Sous une première campagne, à la fin du XVe ou au début du XVIe siècle, les grandes arcades au nord de la croisée du transept et du chœur sont reprises en sous-œuvre, et des grandes arcades de la même facture sont construites au sud (de même que peut-être le bas-côté sud de la nef et le collatéral sud du chœur à parts entières). Quelque temps après, le croisillon sud et la chapelle latérale sud du chœur sont voûtés d'ogives. La retombée des nervures sur des culs-de-lampe et la dissociation entre supports des voûtes et piliers des grandes arcades met en exergue cette rupture. Sous une seconde campagne, les deux grandes arcades au nord de la nef et le bas-côté nord de la nef sont entièrement reconstruites (ou construites de toutes pièces). Ici, supports des voûtes et piliers sont bien homogène, et une clé de voûte pendante d'inspiration Renaissance indique une date moins haute, au second quart du XVIe siècle, soit à la fin de la période gothique. Sous l'une ou l'autre campagne, la baie d'axe du chevet et la baie du croisillon nord sont repercées et dotés de réseaux flamboyants. Seules les deux baies latérales du collatéral nord subsistent ainsi du XIIIe siècle ou de la fin du XIIe siècle. Le voûtement du bas-côté sud de la nef et de la nef elle-même est probablement ajourné, car même si l'on peut admettre que les voûtes néo-gothiques en matériaux légers remplacent des voûtes en pierre ayant posé des problèmes de stabilité, il en resteraient au moins quelques supports, ce qui n'est pas le cas. Pourtant, Eugène Müller dit la nef du XVe siècle, alors qu'elle se défine avant tout comme l'espace compris entre les parties construites tout autour (croisée du transept, bas-côtés et base du clocher). Ni Müller, ni Graves ne se prononcent malheureusement sur le caractère des plafonds de la nef et du bas-côté sud.

## Description

### Aperçu général

Plan de l'église.

Orientée un peu irrégulièrement, avec une nette déviation de l'axe vers le nord-est du côté du chevet, l'église répond à un plan rectangulaire à trois vaisseaux de cinq travées chacun. S'y ajoutent le clocher-porche devant le vaisseau central, et une sacristie dans l'angle entre base du clocher et bas-côté sud de la nef. Une cage d'escalier partiellement hors-œuvre s'insère entre ces deux parties. L'ensemble de l'église est à un seul niveau d'élévation, et voûté d'ogives. Dans les trois vaisseaux, les deux premières travées sont homogènes, et postérieures aux trois suivantes. Puis, les trois dernières travées sont également relativement homogènes, avec toutefois des arcs-doubleaux renforcés entre la troisième et la quatrième travée dans le vaisseau nord et le vaisseau central, et une voûte différente dans la troisième travée du vaisseau central. L'on peut considérer que les deux premières travées constituent la nef avec ses bas-côtés, que la troisième travée représente l'ancien transept, et que la quatrième et la cinquième travée forment le sanctuaire ou chœur liturgique avec ses deux collatéraux ou chapelles latérales. À l'extérieur, les anciens croisillons du transept sont parfaitement assimilés aux chapelles latérales du chœur. L'on accède à l'église par un portail latéral dans la première travée du bas-côté sud, ou par le portail occidental dans la base du clocher. Le clocher est coiffé d'une pyramide en charpente, qui est couverte d'ardoise. Le reste des toitures est réalisé en tuiles plates. Le toit en appentis prend appui contre le clocher du côté sud. Chacune des travées des deux bas-côtés est munie d'un toit en bâtière perpendiculaire à l'axe de l'édifice, et donc à la toiture de la nef, qui est à deux rampants et non visible depuis le niveau de la rue. Les trois dernières travées du vaisseau central et du vaisseau sud se partagent une large toiture commune à deux rampants, avec des pignons à l'ouest et à l'est. Les trois dernières travées du vaisseau nord sont pourvues d'un toit en bâtière parallèle à cette dernière.

### Intérieur

#### Narthex

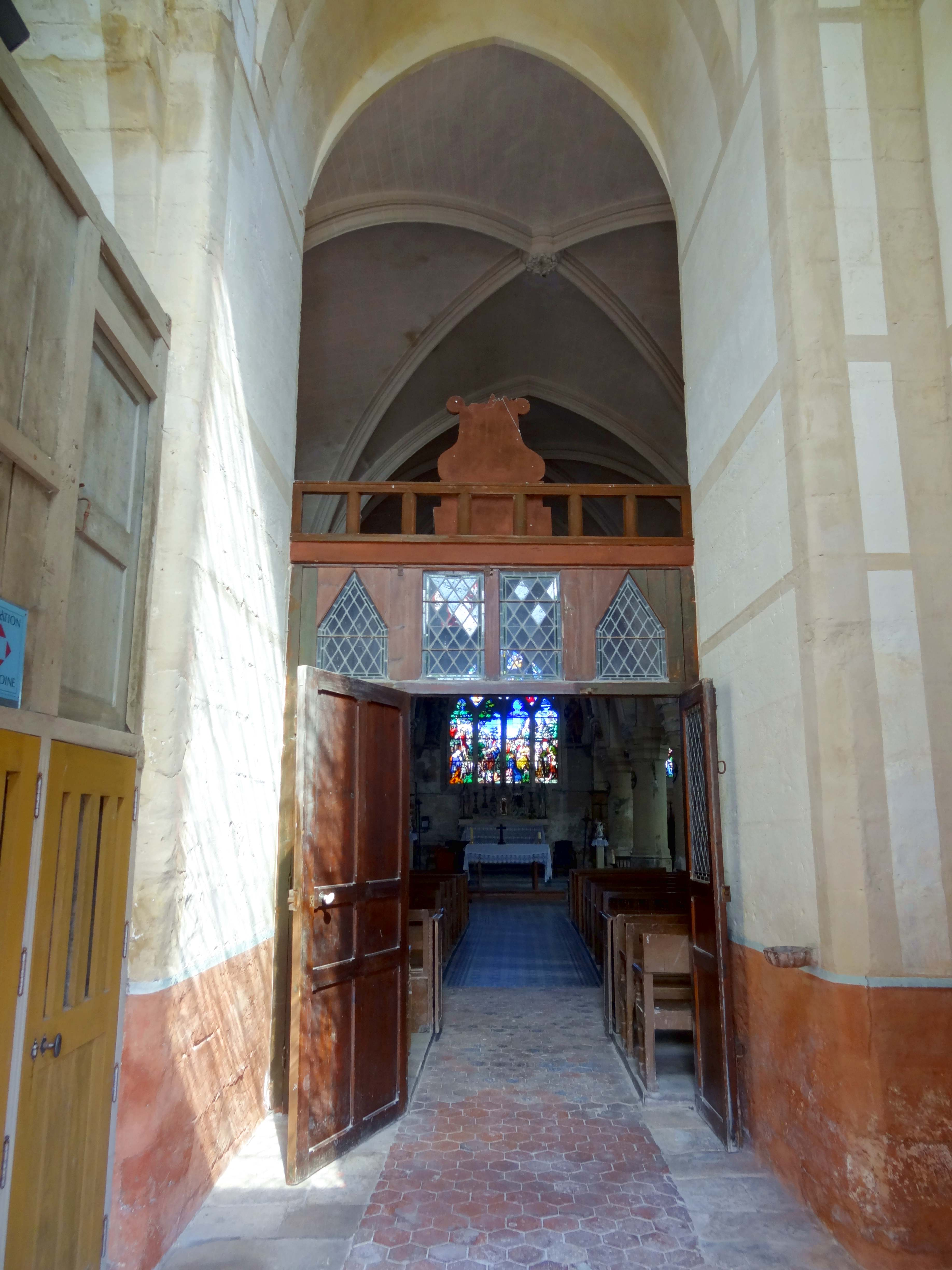
Narthex, vue vers l'est.

L'intérieur de la base du clocher tient lieu de narthex. Il est de plan carré, et assez exigu, car les murs du clocher sont épais. La hauteur est la même que dans la nef et le chœur, mais les proportions suscitent l'impression d'un certain élancement. La voûte d'ogives est de facture rustique. Elle est dépourvue de formerets. La clé de voûte est un disque non sculpté, affichant seulement un point en son milieu. Les ogives sont de section carrée, aux arêtes largement entaillées d'une gorge. Elles sont reçues sur des culots dans les angles, sauf dans l'angle sud-est, où l'on trouve un pilier carré engagé. Les élévations s'organisent comme suit. À l'ouest, le portail à double vantail, relativement étroit, est surmonté d'une haute et étroite lancette en arc brisé, dont le sommet arbore un petit remplage sous la forme d'une tête tréflée. Ce détail traduit la période gothique flamboyante. Afin de mettre à profit cette source de lumière pour la nef, qui est entièrement aveugle, il n'y a pas de mur de séparation entre narthex et nef, mais seulement une cloison en bois avec une porte et des fenêtres, qui va jusqu'à mi-hauteur de l'arcade qui établit l'intercommunication. Cette arcade, presque aussi haute et aussi large que le narthex lui-même, est si épaisse qu'elle s'apparente à une voûte en berceau brisé. Elle est à double rouleau, et non moulurée. Dans le même esprit que les ogives, ses claveaux ont seulement les arêtes chanfreinées. Une arcade analogue existe au sud. Sa moitié supérieure est toutefois bouchée par le mur de la cage d'escalier. Sa moitié inférieure accueille une arcade en cintre surbaissé, qui est surmontée d'une petite fenêtre grillagée. Sous l'arcade, à droite, se trouve le début de l'escalier. Après le premier palier intermédiaire, il monte vers la gauche (vers l'est), ce qui permet de passer sous l'escalier, à gauche de l'arcade, pour atteindre la sacristie. Quant à l'élévation septentrionale, elle comporte une arcade plus basse, qui est également assez épaisse et accueille un cagibi fermée par une cloison en bois. La saillie de ce local à l'extérieur est rachetée par un glacis en pierre.

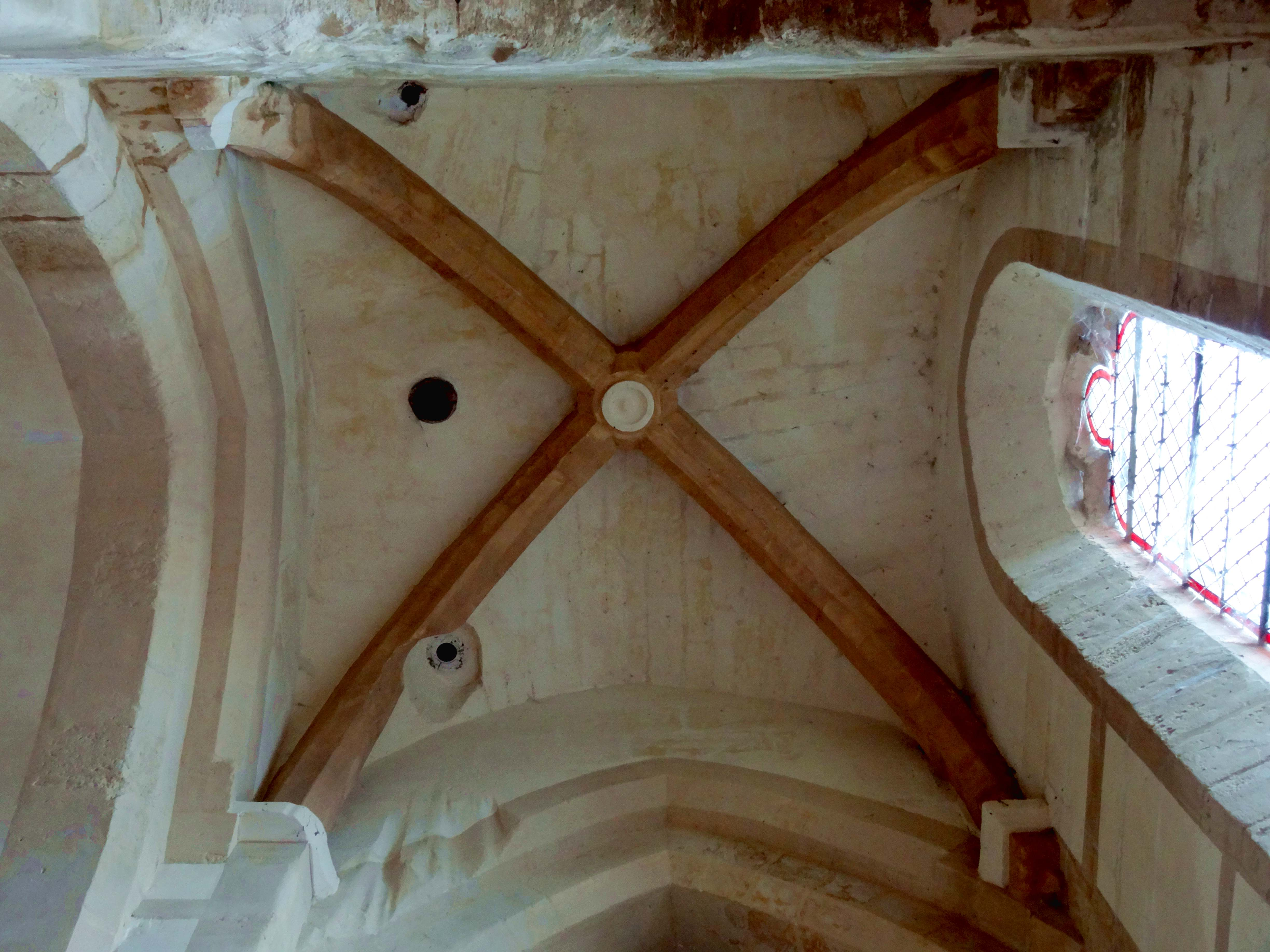
Voûte d'ogives.
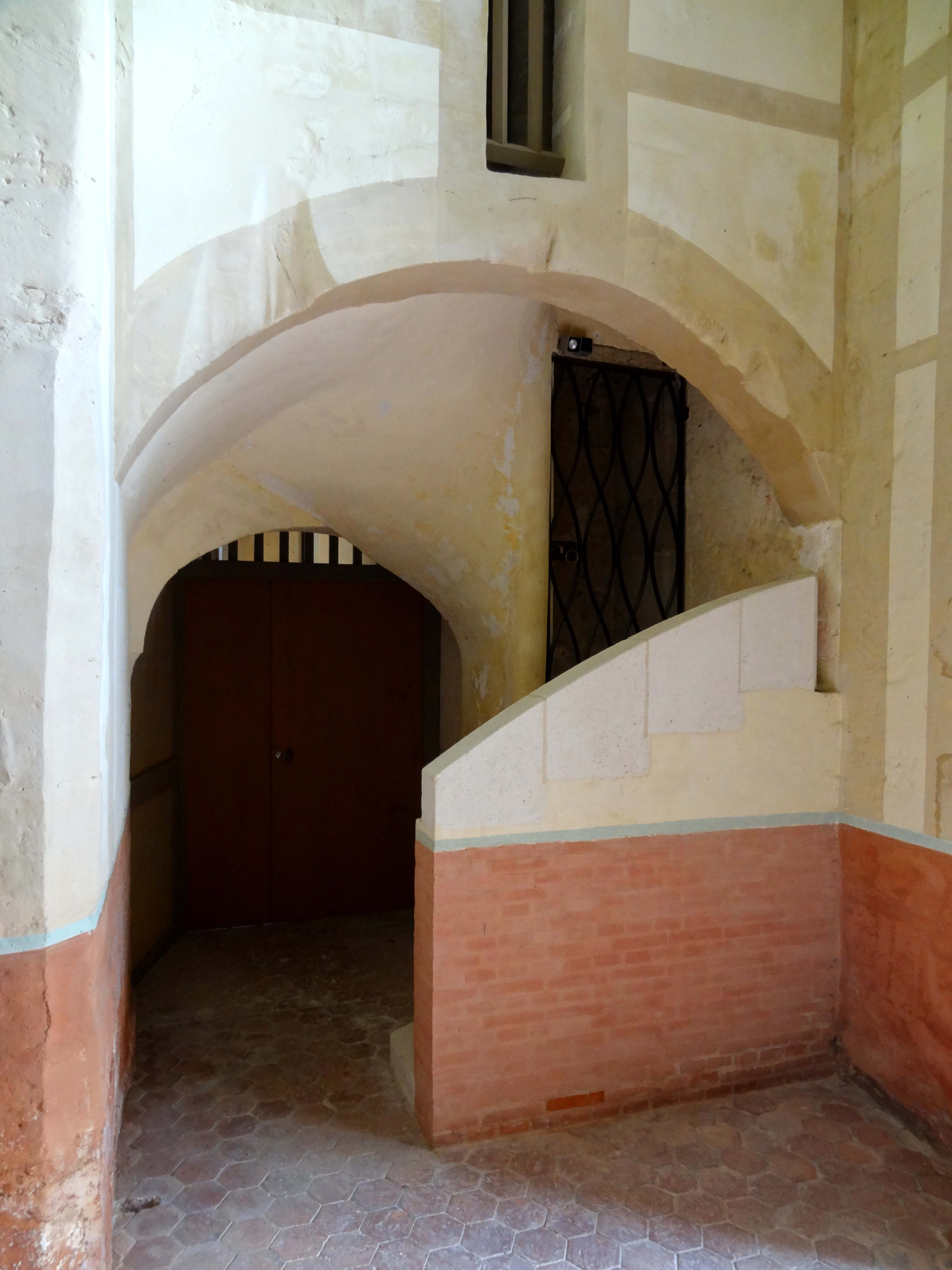
Vue vers le sud.
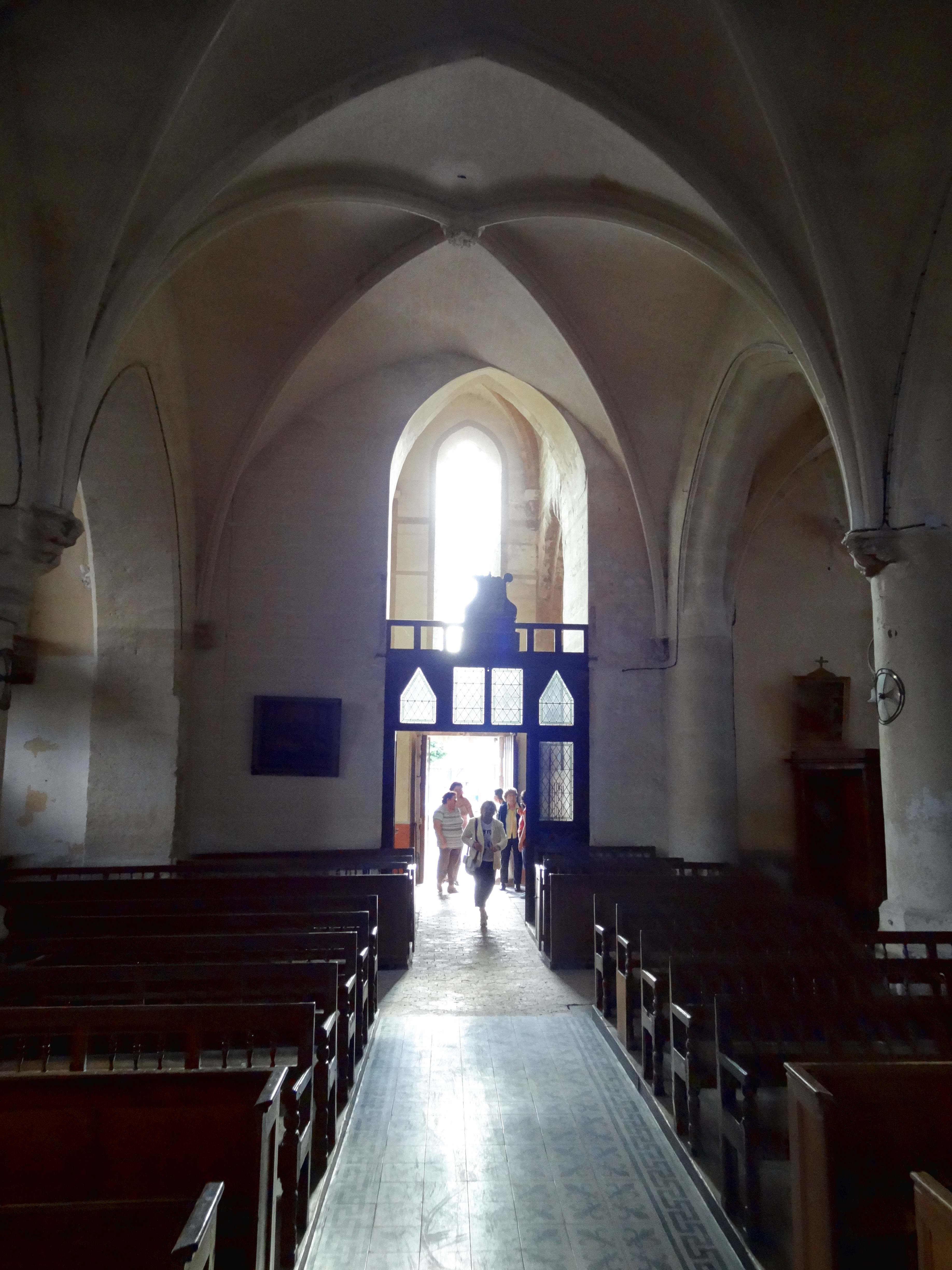
Vue depuis la nef.
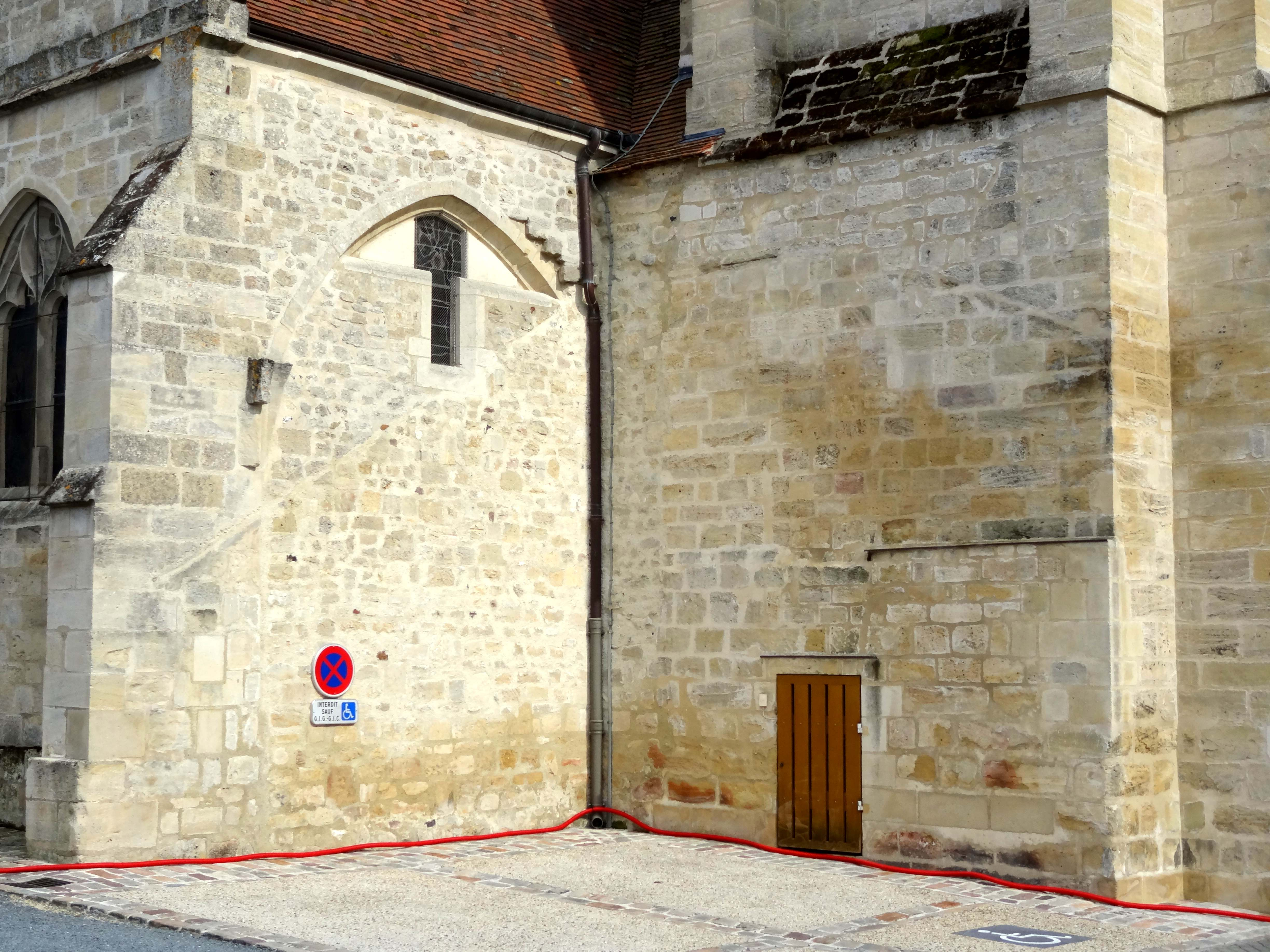
Vue extérieure (nord).

#### Vaisseau central

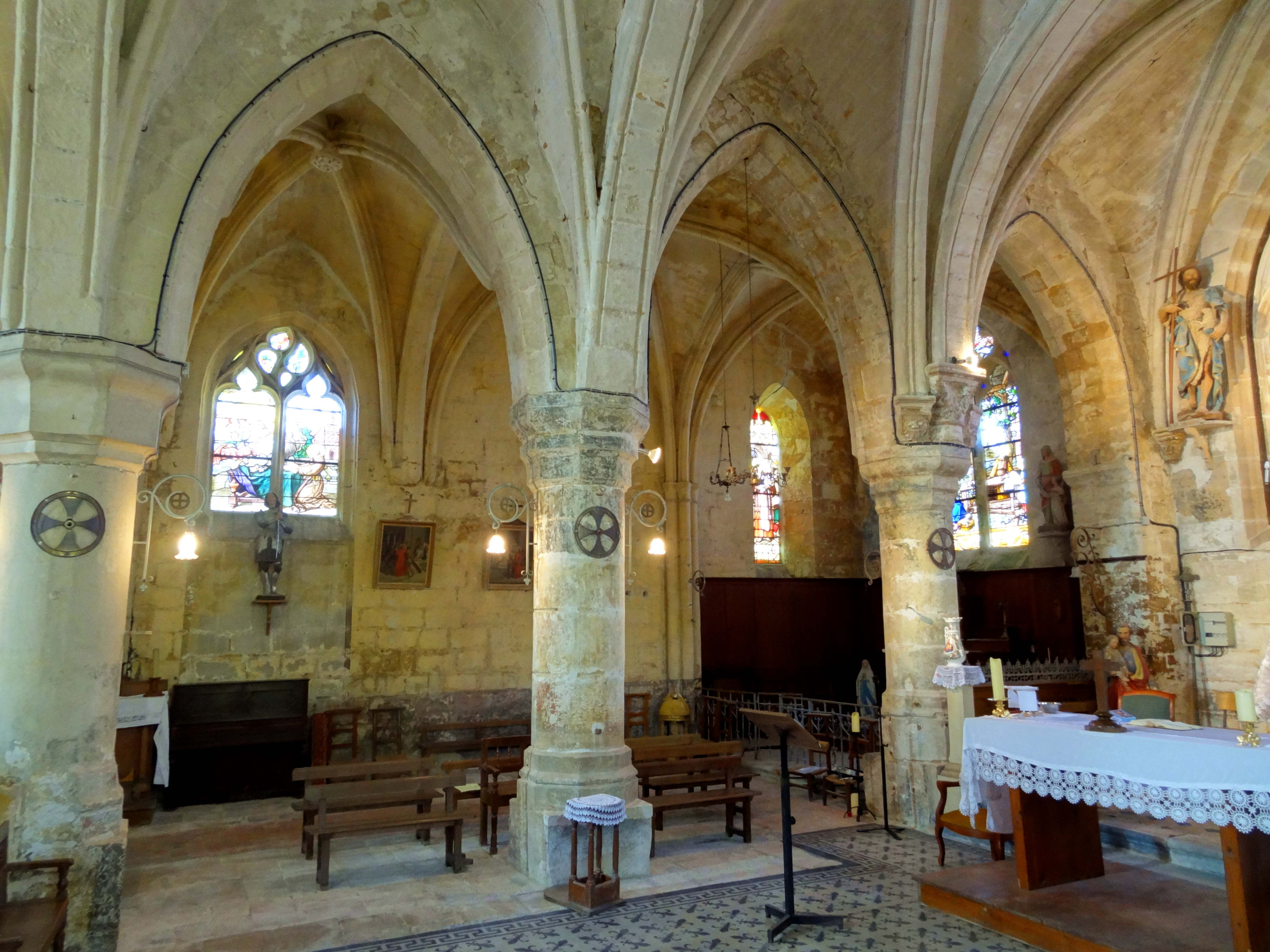
3e-5e travée, vue vers le nord.

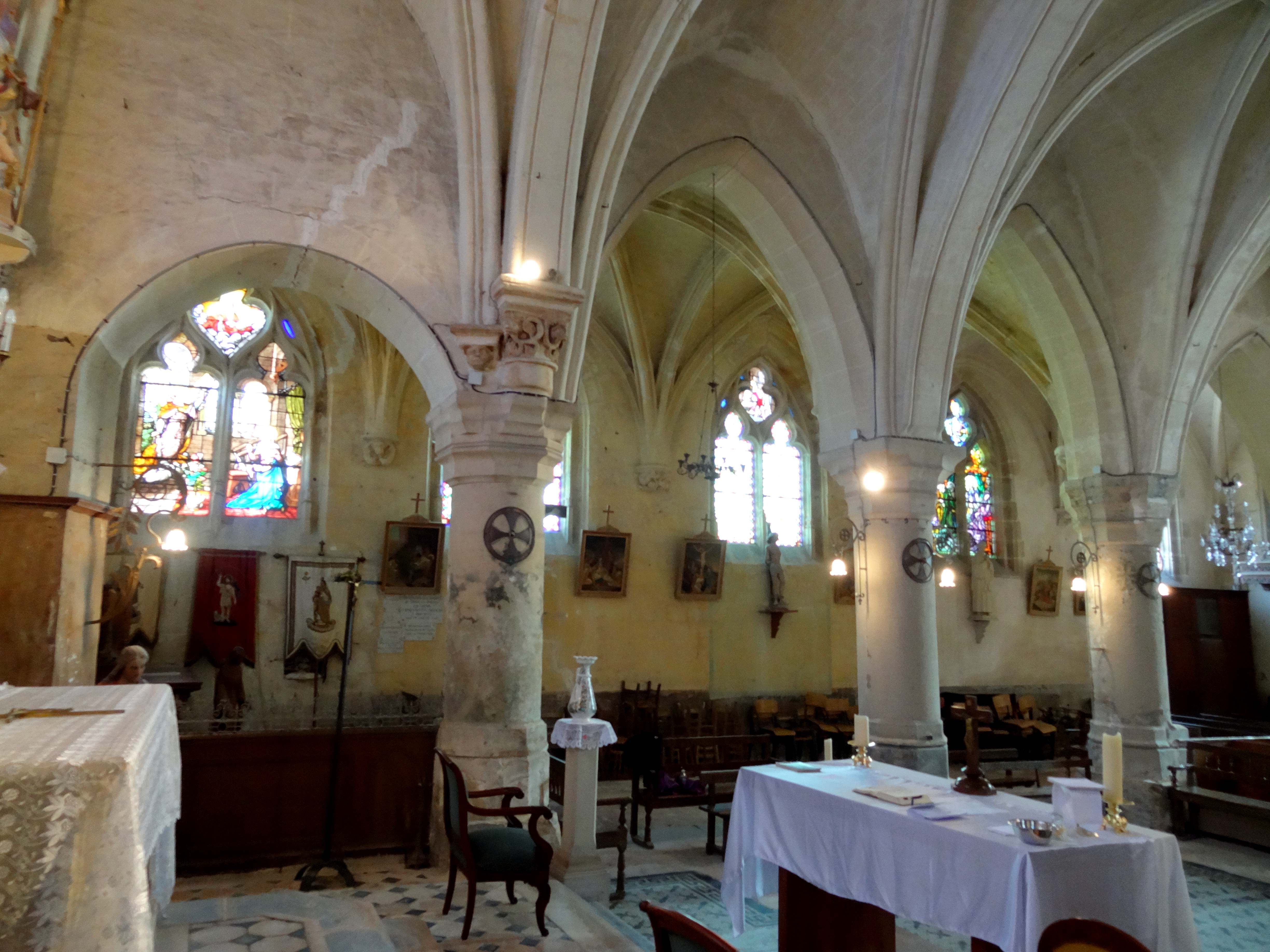
5e-3e travée, vue vers le sud.

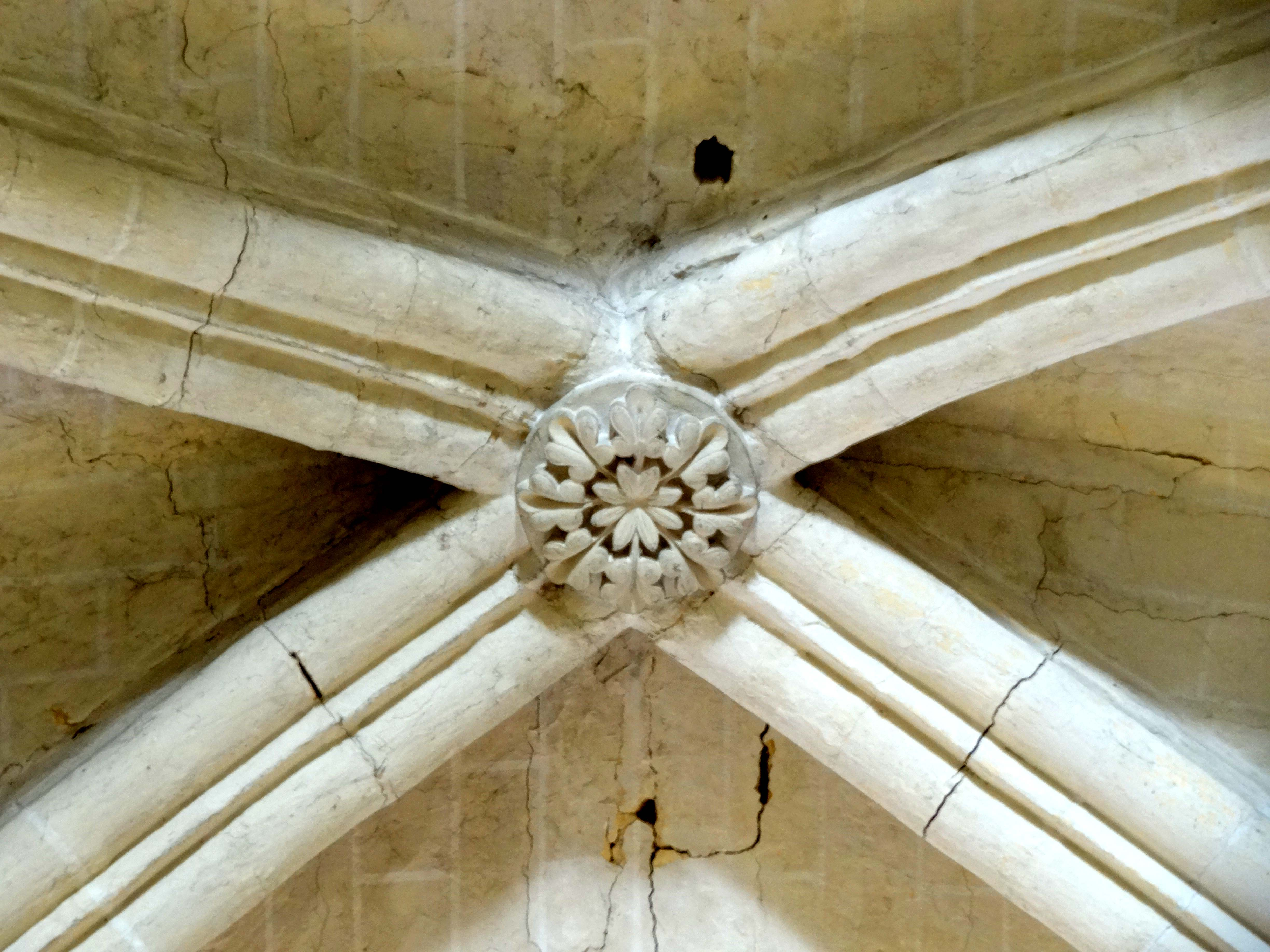
Voûte romane de la 4e travée, avec clé néo-gothique.

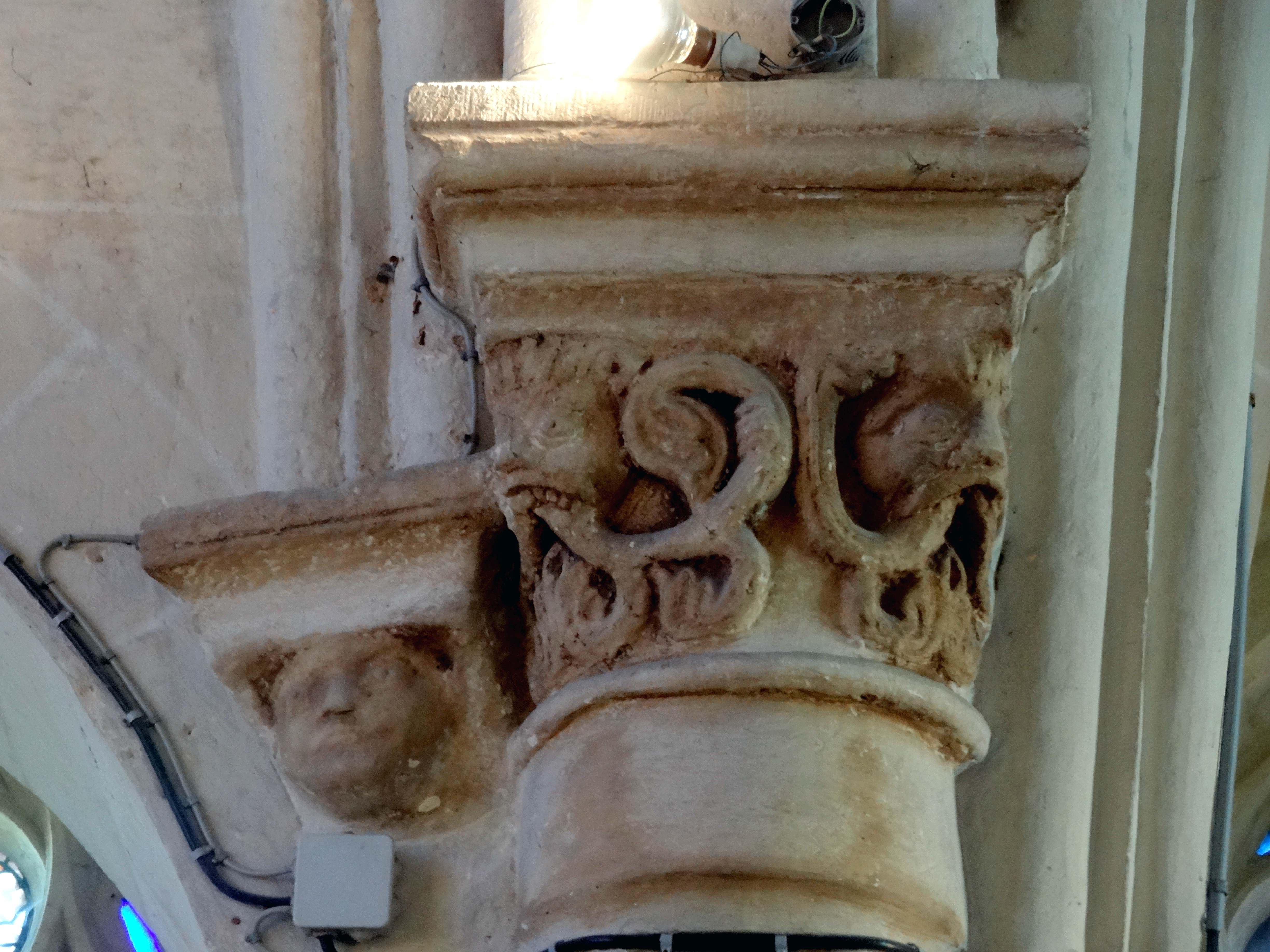
Cul-de-lampe et chapiteaux romans au sud du dernier doubleau.

Le vaisseau central est de largeur et de hauteur identique sur toute sa longueur de cinq travées. Il est à un unique niveau d'élévation, c'est-à-dire que les grandes arcades sont aussi élevées que les murs latéraux ou presque, et il en résulte l'absence d'éclairage direct par la lumière naturelle, sauf par la grande baie d'axe du chevet, et le voûtement des trois vaisseaux à la même hauteur. Ce n'est pas rare dans les églises de dimensions modestes rebâties à la période flamboyante, comme Boury-en-Vexin, Cauvigny, Vaudancourt, ou Montjavoult et Parnes du côté sud seulement. L'effet est celui d'une église-halle. L'église de Blaincourt-lès-Précy a été entièrement construite selon ce principe au XVIe siècle. À Crouy, la lourdeur des chapiteaux non sculptés, les piliers trapus et trois arcs-doubleaux fort épais donnent un résultat beaucoup moins heureux. Tous les piliers intermédiaires des grandes arcades sont monocylindriques. Sauf le premier pilier du nord, ils ont des bases octogonales, agrémentées pour la plupart d'une plinthe moulurée, et des socles carrés. Les grandes arcades du nord commencent par un pilier cylindrique à moitié engagé dans le mur. Les grandes arcades du sud commencent par un simple pilastre, et les deux grandes arcades se terminent aussi de cette manière.
Le pilier engagé au début des grandes arcades du nord et le premier pilier libre sont dépourvus de chapiteaux, et les grandes arcades se fondent directement dans les piliers, conformément aux préceptes de l'architecture flamboyante. Les autres piliers libres portent des chapiteaux non sculptés, et seulement décorés de multiples strates de modénature. On peut identifier cinq types différents. Seulement les deux types présents sur les deux derniers piliers du nord et du sud figurent deux fois. Quel que soit le type de chapiteau, on distingue chaque fois une corbeille octogonale, dont le profil évoque les bases des piliers, et un haut tailloir, qui est également octogonal ou carré à angles abattus. Sur les deux derniers piliers du nord, sa tablette est carrée. La plupart des tailloirs semblent avoir été taillés dans le mur ancien, ce qui est particulièrement bien visible sur le deuxième pilier du sud. De tels chapiteaux non sculptés et un peu difformes se rencontrent aussi à Bornel, où ils alternent avec des chapiteaux gothiques, et à Fleurines, où deux portent néanmoins une frise sculptée. Seul le pilastre à la fin des grandes arcades du nord est muni d'une imposte moulurée. Ailleurs, il n'y a pas de supports au début et à la fin des grandes arcades. Dans ce même contexte, il convient d'évoquer le profil des grandes arcades, qui sont généralement en tiers-point, mais n'accusent pas toutes le même tracé. Seule la dernière grande arcade du sud est en plein cintre, et non moulurée. La première grande arcade du sud n'est pas moulurée non plus. Les trois autres grandes arcades du sud ont seulement les arêtes entaillées d'une gorge. C'est aussi le cas des trois dernières grandes arcades du nord. Toutes ces arcades semblent avoir été ouvertes dans des murs existants, et ne sont probablement pas appareillées, ce qui explique aussi la lourdeur des supports. Seules les deux premières grandes arcades du nord, qui sont précisément celles qui se fondent directement dans les piliers, sont moulurées d'un boudin en forme de double doucine, forme qui se rencontre sur la plupart des arcades flamboyantes de la région, mais est généralement accompagnée de moulures concaves.
L'on remarque qu'aucune des arcades n'épouse les arcs d'inscription des voûtes, et dans aucun cas, les voûtes du vaisseau central et les arcades correspondantes ne semblent contemporaines. Dans les deux premières travées, les clés de voûte fantaisistes, la trop grande régularité des arcs d'inscription, les surfaces trop lisses et la retombée sur des culs-de-lampe même au-dessus des piliers sans chapiteaux trahissent le caractère néo-gothique des voûtes. Si les voûtes étaient contemporaines de ces deux piliers, une ondulation monterait depuis les piliers jusqu'à la retombée des voûtes. Les culs-de-lampe sont sculptés de motifs pittoresques pleins d'imagination effectivement inspirés de l'art flamboyant, et l'on trouve en effet des motifs du même genre dans les trois dernières travées du vaisseau nord. Des culs-de-lampe identiques existent à Labruyère, Nointel et Sacy-le-Grand. Ils sont probablement en staff et issus d'une fabrication en série. L'absence de formerets n'est en revanche pas un critère pour identifier des fausses voûtes d'ogives ; ainsi, les voûtes du XIIe siècle de l'église n'en possèdent pas non plus, mais les voûtes néo-gothiques de Remy en sont pourvus. Les ogives affectent un profil proche des modèles de la période flamboyante, et le premier doubleau adopte ce même profil. Ensuite, le doubleau à l'intersection avec la croisée du transept, ainsi que les deux doubleaux suivants, sont beaucoup plus larges, et moulurés d'un méplat entre deux tores. C'est l'un des profils les plus courants dès l'apparition des doubleaux moulurés à la fin de la période romane, jusqu'au milieu du XIIIe siècle. Ces doubleaux devaient primitivement retomber sur des colonnettes à chapiteaux, mais ce n'est le cas que du dernier doubleau. Dans la troisième travée, les ogives sont moulurées de deux tores séparés d'une gorge. Ce profil assez rare se rencontre sur certains doubleaux de Saint-Martin-des-Champs, dans la quatrième travée de Bouillancy, dans la base du clocher de Catenoy et dans la quatrième travée de la nef de Mareuil-sur-Ourcq. Assez curieusement, les ogives s'interpénètrent avec les doubleaux avant que ceux-ci ne retombent sur les tailloirs. Dans la quatrième travée, les ogives des années 1130 / 1140 rejoignent directement les tailloirs, sauf dans l'angle nord-est. Dans cet angle, ainsi que dans la cinquième travée, elles sont reçues, maladroitement selon Dominique Vermand, sur des culs-de-lampe. Ici, le profil des ogives est d'une arête entre deux tores. En usage jusqu'au milieu du XIIe siècle, il apparaît déjà à la même époque à Bury, Lavilletertre, Mogneville et Ully-Saint-Georges.
Ce n'est donc que dans les deux travées romanes que des supports antérieurs à la reconstruction flamboyante restent en place. Outre les culs-de-lampe des ogives, qui sont au nombre de cinq au total, il y a les deux chapiteaux du dernier doubleau intermédiaire. Du fait de la reprise en sous-œuvre, ce sont aujourd'hui aussi des culs-de-lampe, mais un court fût en dessous de l'astragale donne à penser qu'ils reposaient jadis sur des demi-colonnes engagées dans les murs. Les tailloirs sont carrés. Ceux des ogives sont implantés à 45° face aux ogives. Leur profil est d'une tablette et d'un haut cavet. Le profil des tailloirs, plus grands, des deux chapiteaux, est un peu plus complexe, et intègre un boudin entre la tablette et le cavet. Les corbeilles des culs-de-lampe sont sculptées de têtes humaines ou de masques grotesques. Ainsi, dans l'angle nord-est de la quatrième travée, les cheveux s'apparentent à une frise de godrons, les yeux sont globuleux, et la bouche est entièrement dissimulée par les moustaches et la barbe. Le chapiteau au sud est fortement endommagé ; toute sa partie centrale a perdu sa sculpture. Le chapiteau au nord est bien conservé, et de bon niveau. Il affiche « des têtes d'hommes mordillant rageusement des palmettes d'acanthe » selon Eugène Müller, ou crachant des rinceaux selon Dominique Vermand. Ce ne sont par ailleurs pas des têtes d'homme à proprement parler, car comme souvent sur ce type de chapiteau, la mâchoire inférieure manque. Dominique Vermand fait le rapprochement avec les chapiteaux de Bury, Cambronne-lès-Clermont, Foulangues et Mogneville. L'on peut encore signaler que l'église de Cauvigny possède également des voûtes d'ogives romanes reprises en sous-œuvre à la période flamboyante (dans le collatéral nord de la nef). Elles y cohabitent avec des fenêtres aux remplages flamboyants, comme au chevet de Crouy. Le réseau remarquable de la baie d'axe se compose de quatre lancettes à têtes trilobées, surmontées de dix soufflets dissymétriques regroupés selon un dessin original.

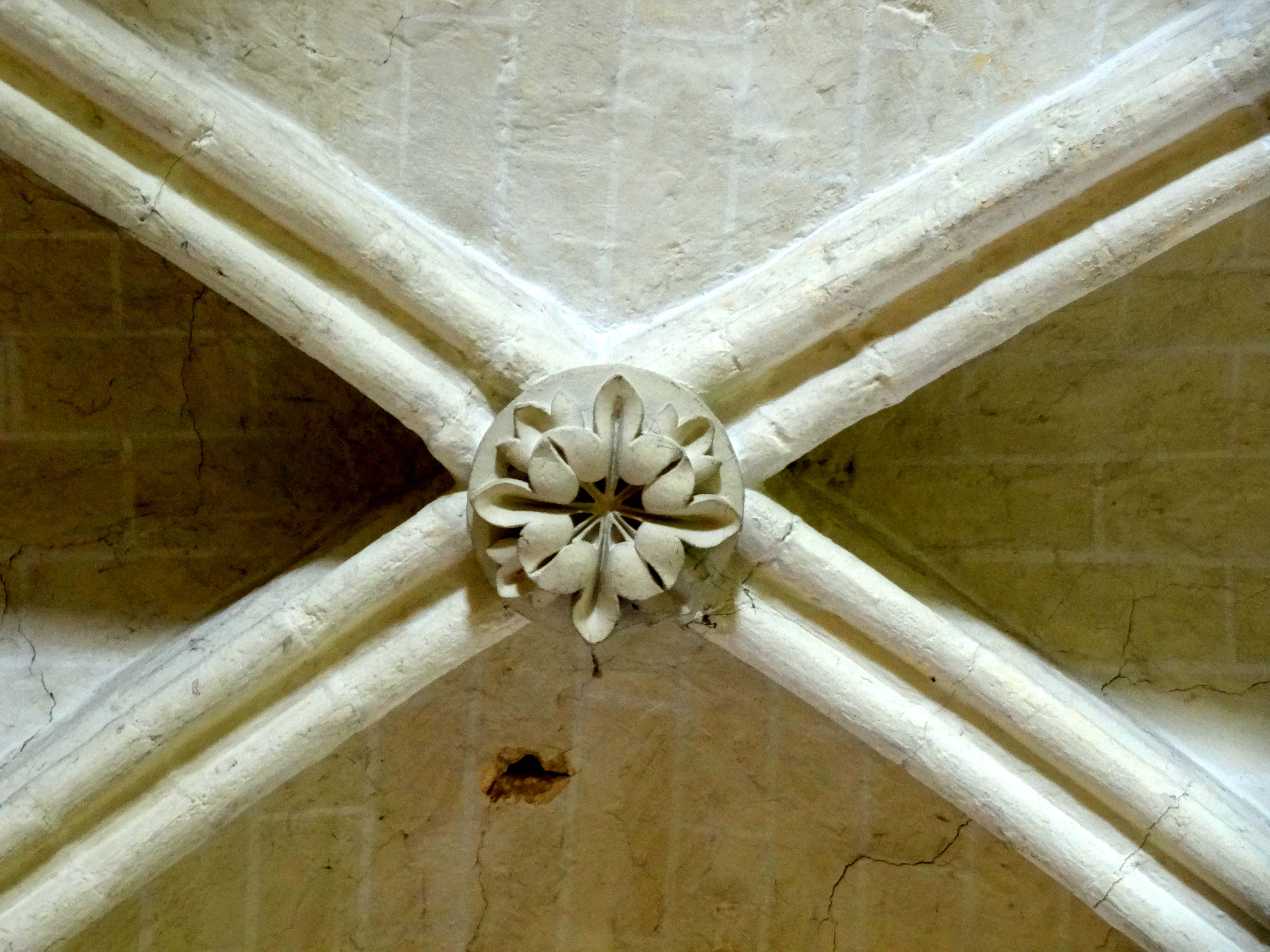
Voûte de style gothique primitif de la 3e travée.
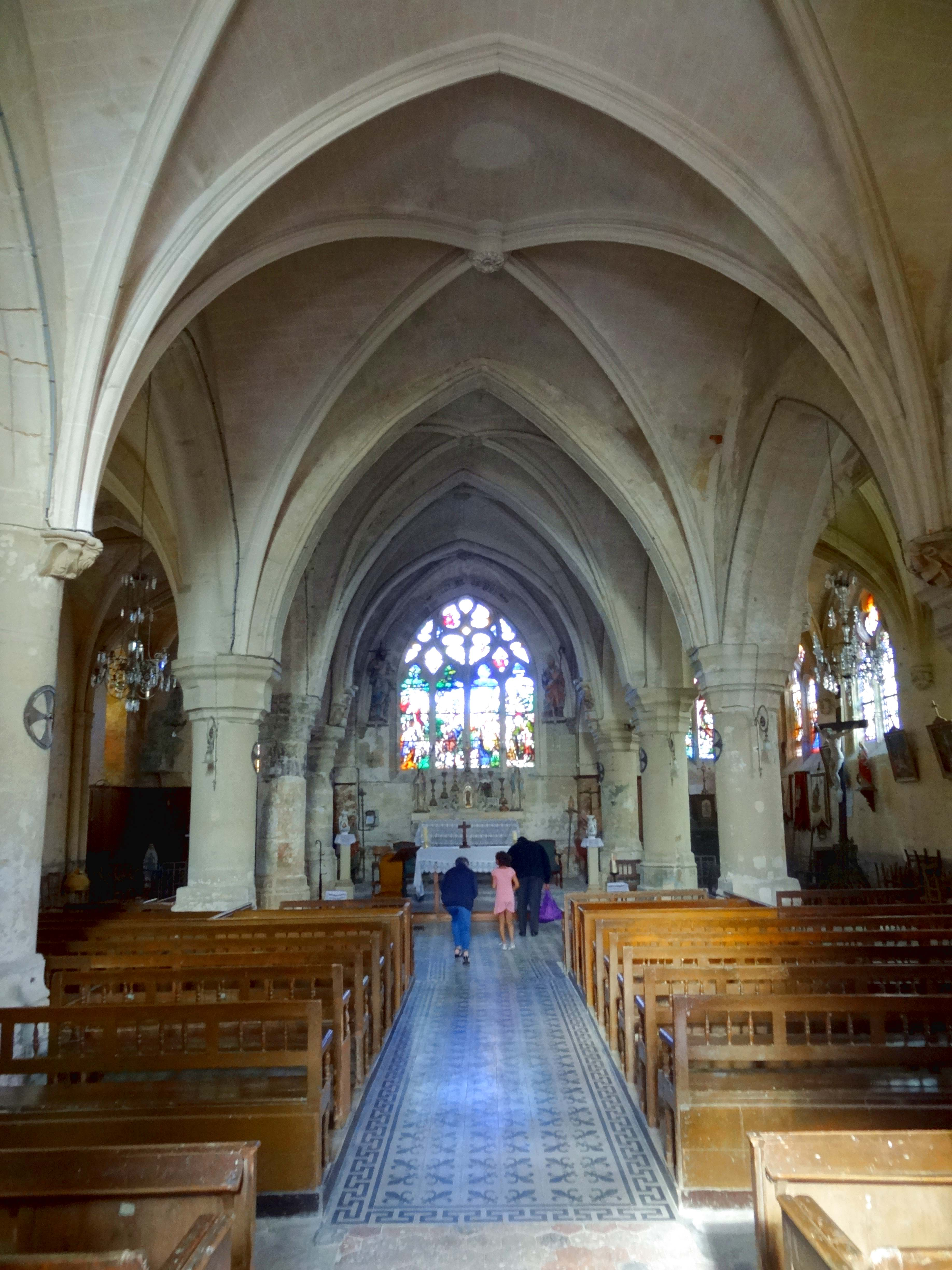
1re travée, vue vers l'est.
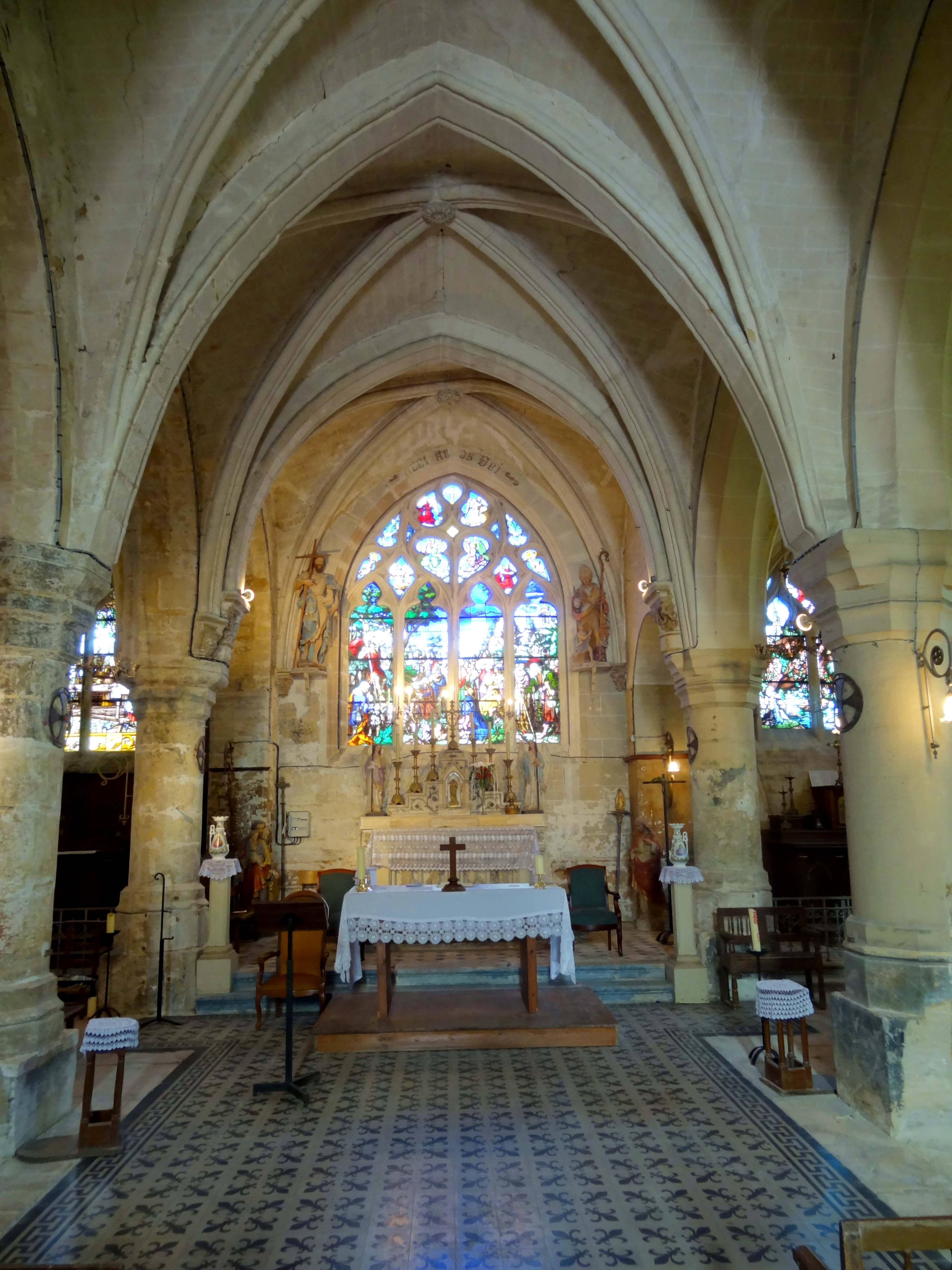
3e travée, vue vers l'est.
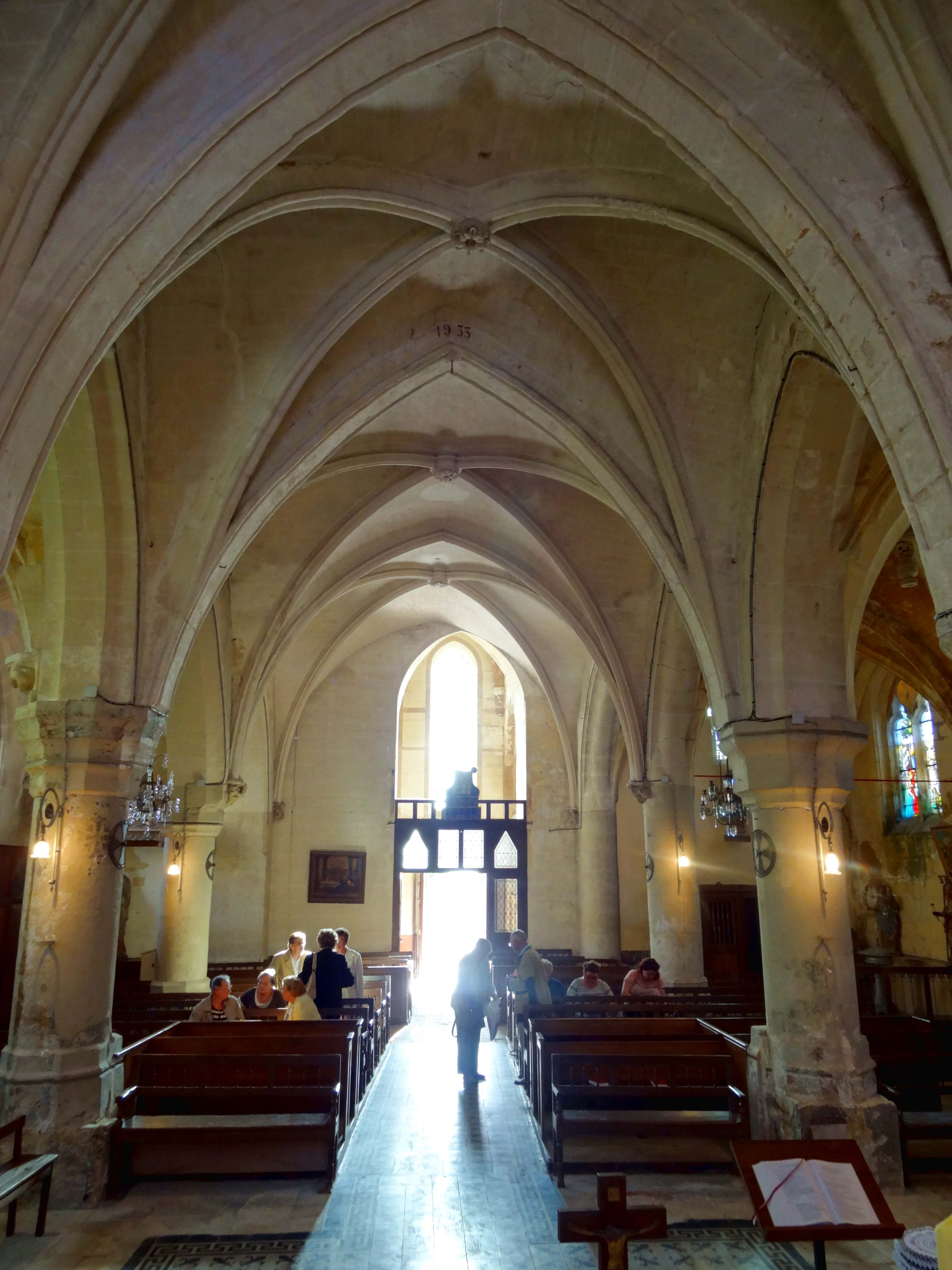
4e travée, vue vers l'ouest.
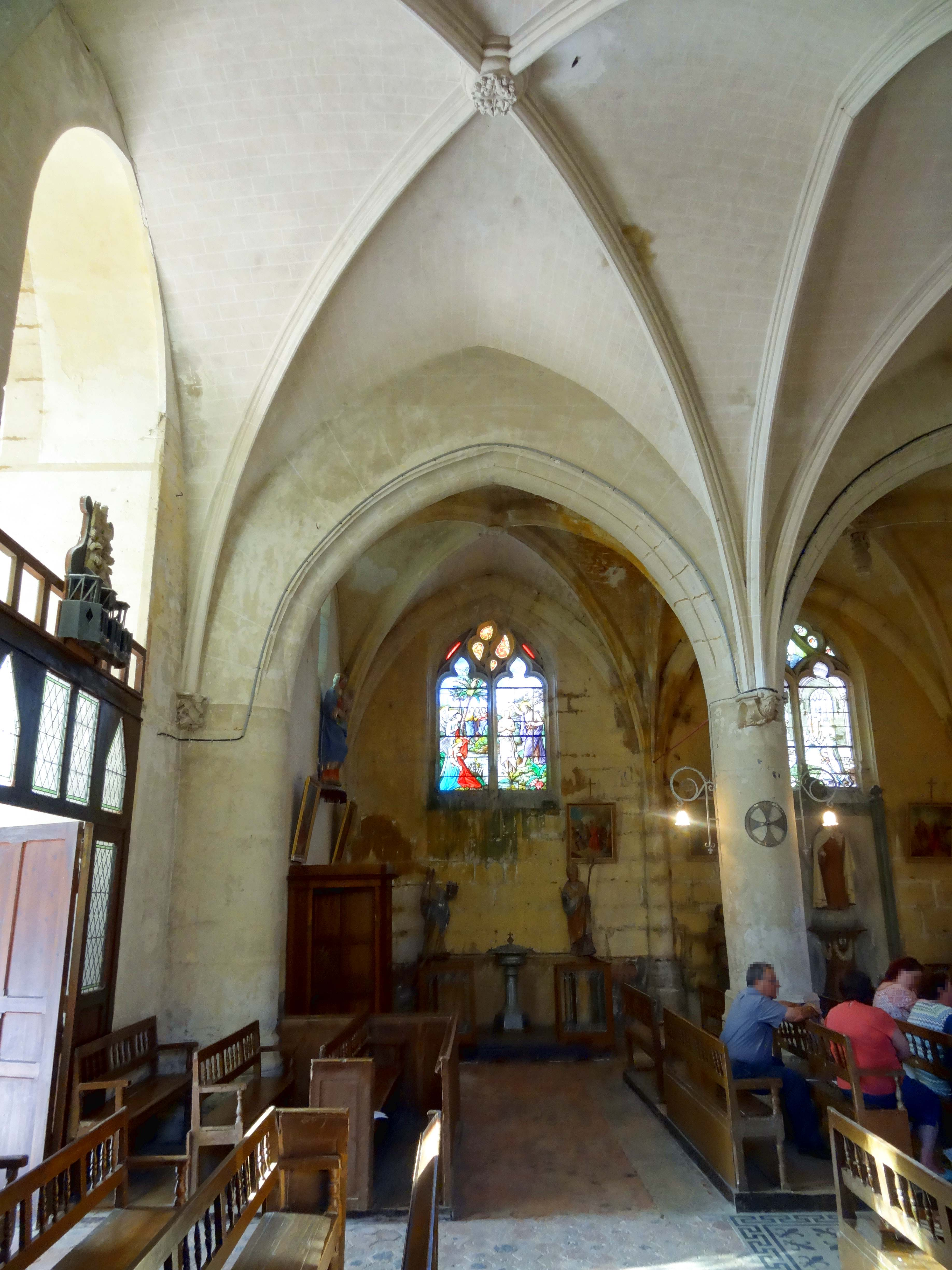
1re travée, vue vers le nord.
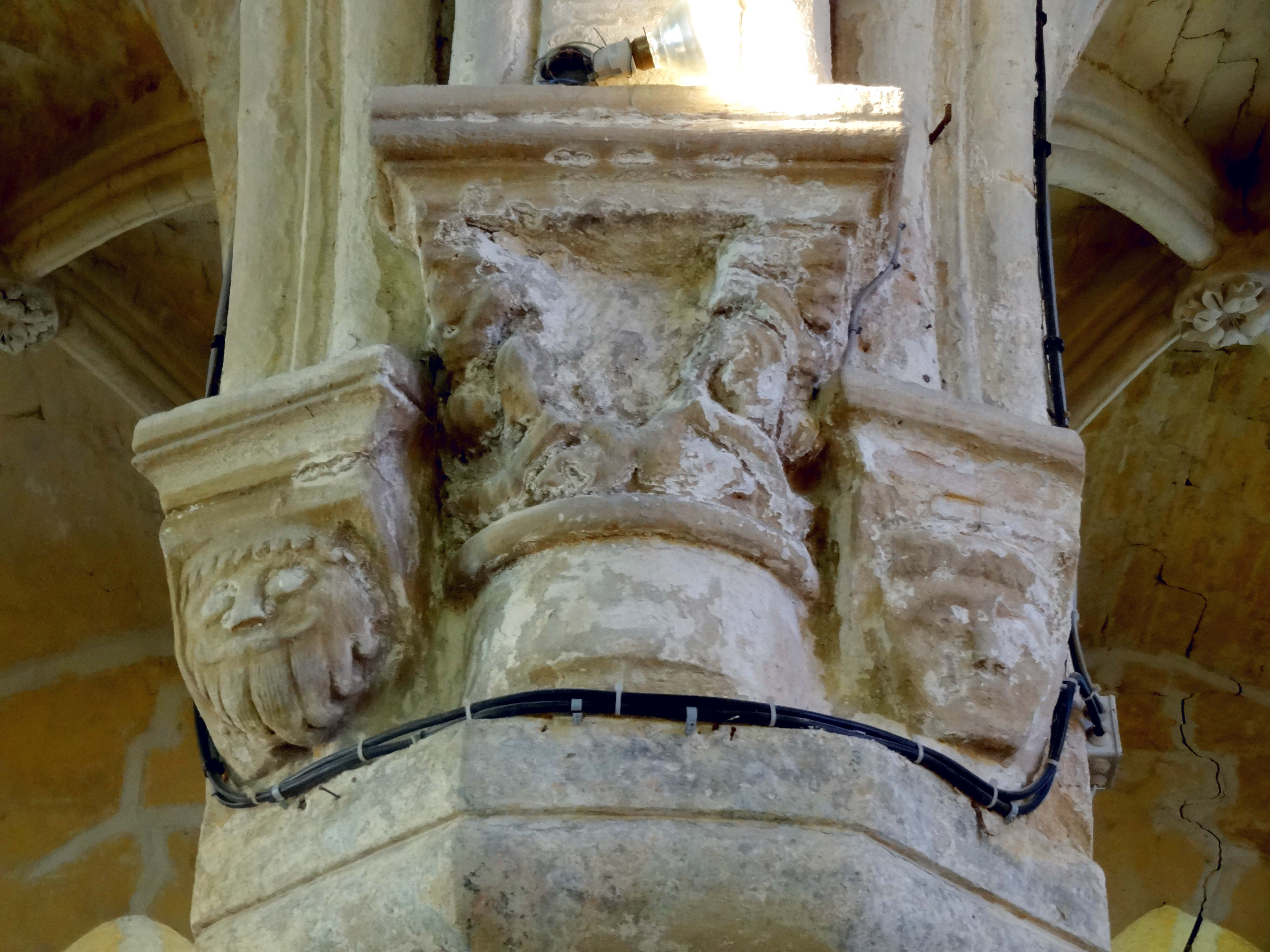
Supports romans au nord du dernier doubleau.

#### Vaisseau sud

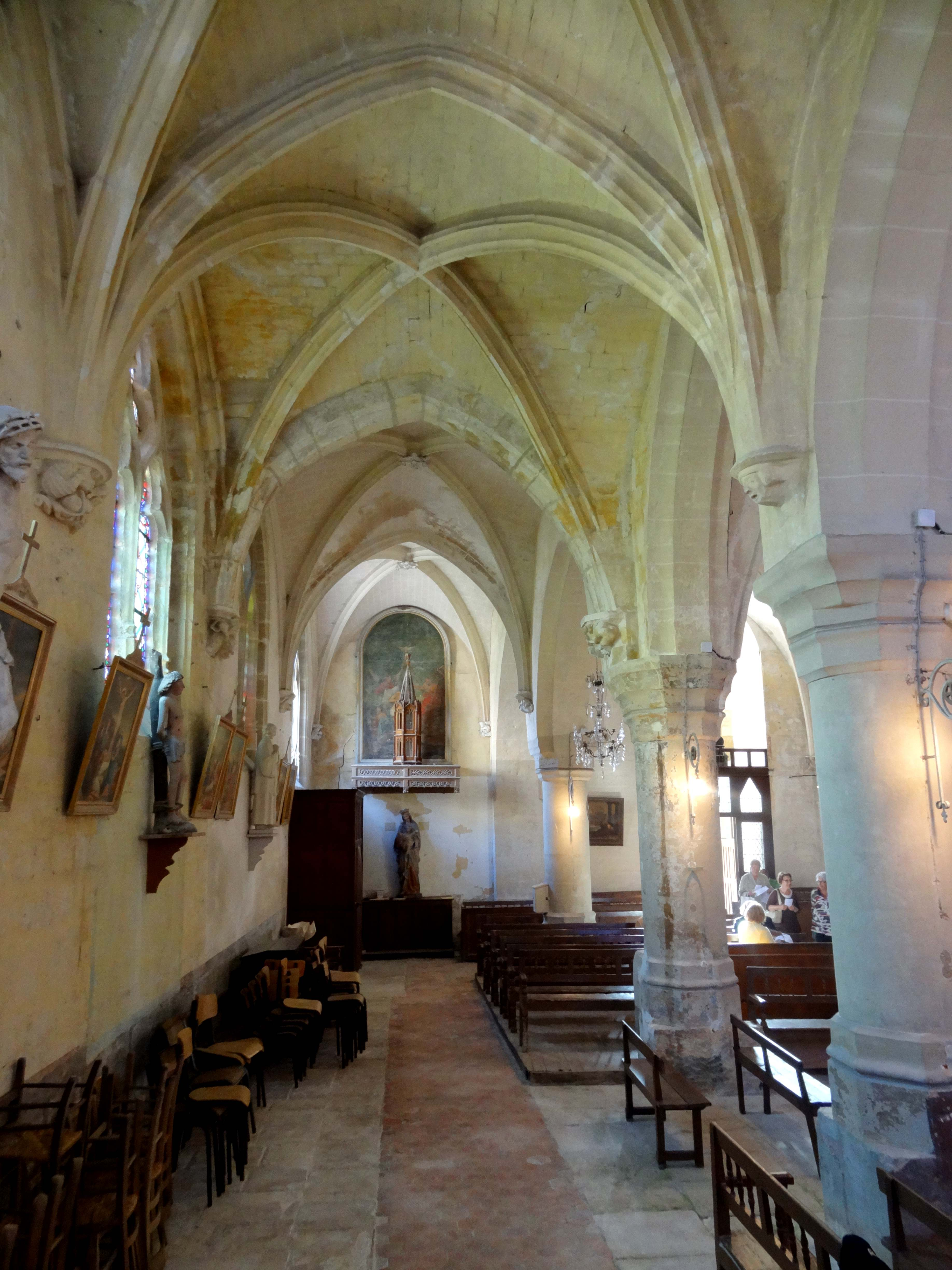
4e travée, vue vers l'ouest.

Il a déjà été dit que les grandes arcades du sud sont de trois types différents, et les chapiteaux également, mais ce qu'il faut retenir avant tout est que les arcades de la deuxième à la quatrième travée sont analogues. Si dans le vaisseau central, ces arcades concernent la nef, l'ancienne croisée du transept et le chœur, cette distinction n'existe donc pas dans le bas-côté. Il y a juste un doubleau renforcé (assimilé aux grandes arcades) à l'intersection entre la deuxième et la troisième travée, soit à l'ouest de l'ancien croisillon sud, entre la partie restée non voûtée jusqu'au XIXe siècle et la partie voûtée d'ogives dès la construction. Le non-voûtement des deux premières travées s'explique facilement par le fait que la construction et l'entretien de la nef et de ses bas-côtés était à la charge des fidèles sous l'Ancien Régime, alors que le sanctuaire (y compris le transept) était à la charge des gros décimateurs, en l'occurrence la riche abbaye de Saint-Denis. Comme souvent au XVIe siècle, mais assez rarement au Moyen Âge, les deux parties se mirent néanmoins d'accord pour bâtir un bas-côté homogène.
Cette homogénéité s'exprime notamment à travers les fenêtres, qui sont toutes identiques. Entourées d'une fine moulure concave et d'une gorge, elles sont munies d'un remplage de deux lancettes à têtes trilobées surmontées d'un soufflet et de deux étroites mouchettes. Les meneaux affectent un profil aigu, et sont pourvues de bases polygonales. C'est le dessin le plus courant pour les remplages flamboyants. Les voûtes des trois dernières travées se rattachent en principe à la même époque, mais la retombée sur des culs-de-lampe, même au-dessus des piliers pourtant issus de la reconstruction flamboyante, et le fait que les sommets des fenêtres ne soient pas axés sous le sommet des formerets, indiquent un voûtement secondaire. Ogives et doubleaux partagent le même profil. Ce sont des arêtes saillantes, qui se présentent de face par un filet entre deux fines moulures concaves, et sont dégagés des voûtains par un filet saillant de chaque côté. Le profil des formerets correspond à la moitié du profil des ogives et doubleaux. Les clés de voûte ne sont pas décorées : les ogives s'y croisent simplement. Les culs-de-lampe méritent l'attention, notamment ceux au nord du deuxième doubleau, au nord et au sud du troisième doubleau, et au sud du quatrième doubleau. Celui au sud du deuxième doubleau est néo-gothique, comme dans les deux premières travées et dans la nef, et les autres sont seulement décorées de moulures ou ont été abîmés. On distingue les culs-de-lampe authentique des imitations du XIXe siècle par leur tailloir en hémicycle. Chacun des quatre tailloirs authentiques présente toutefois un profil différent. La sculpture des corbeilles est intéressante, hormis une qui affiche la tête d'un homme. Selon Louis Graves, « une montre deux singes tenant un éléphant par la trompe, une autre représente un monstre à deux corps, une troisième un obscena ». Il s'agit d'un moine allongée, attrapant avec ses mains ramenées au-dessus de la tête les pattes d'un chien.

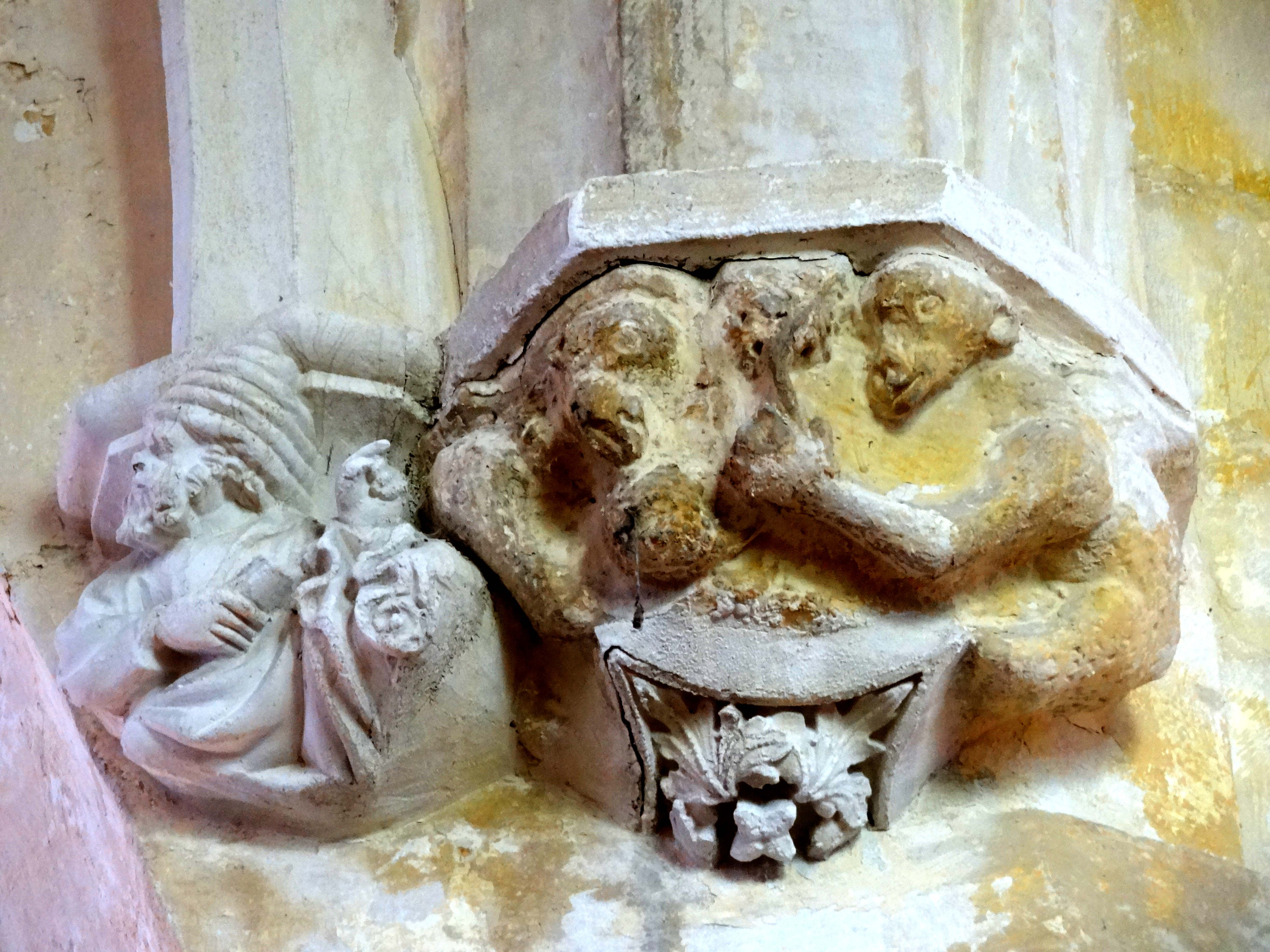
Cul-de-lampe au nord du 2e doubleau (la partie gauche est moderne).
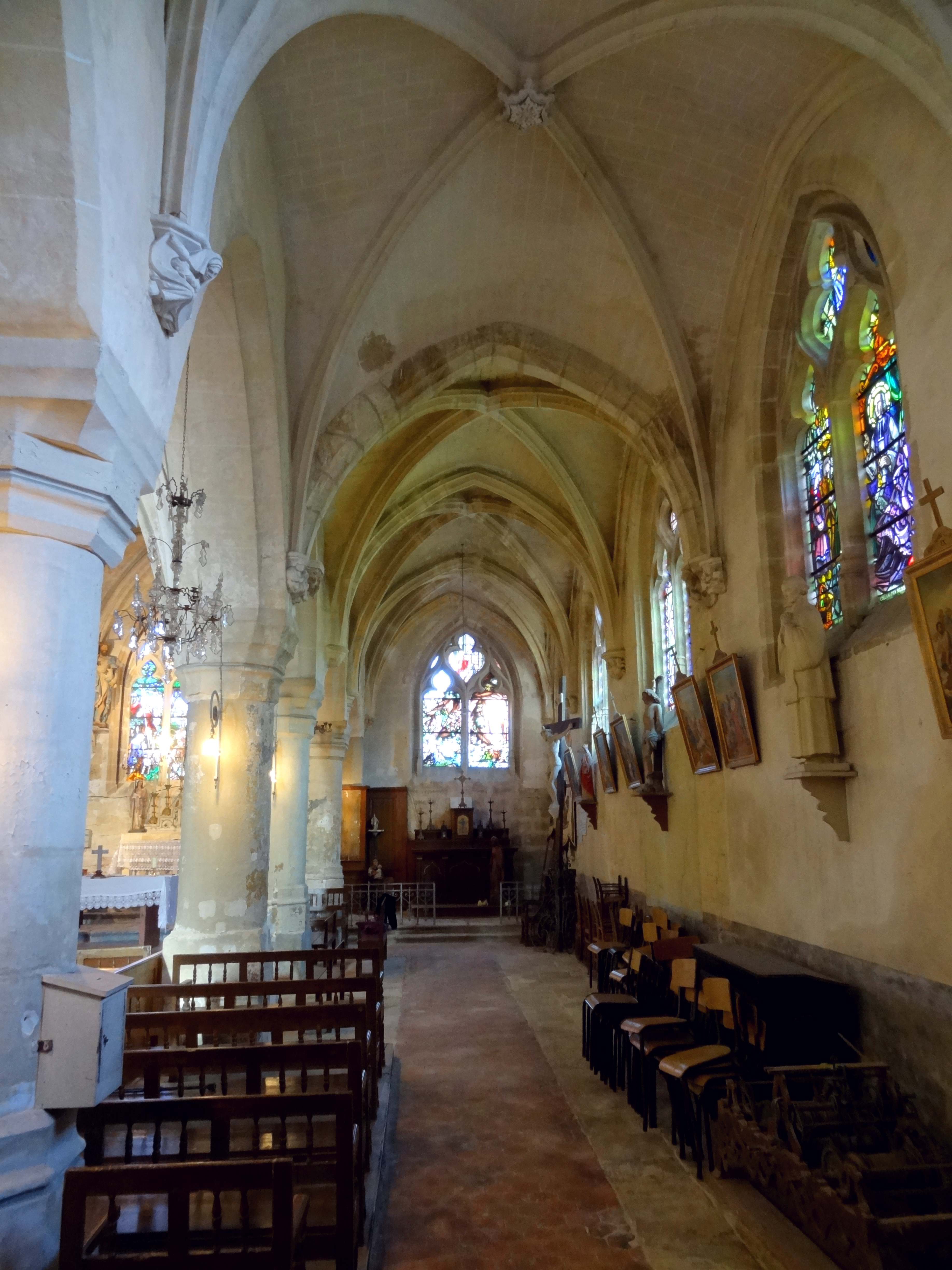
2e travée, vue vers l'est.
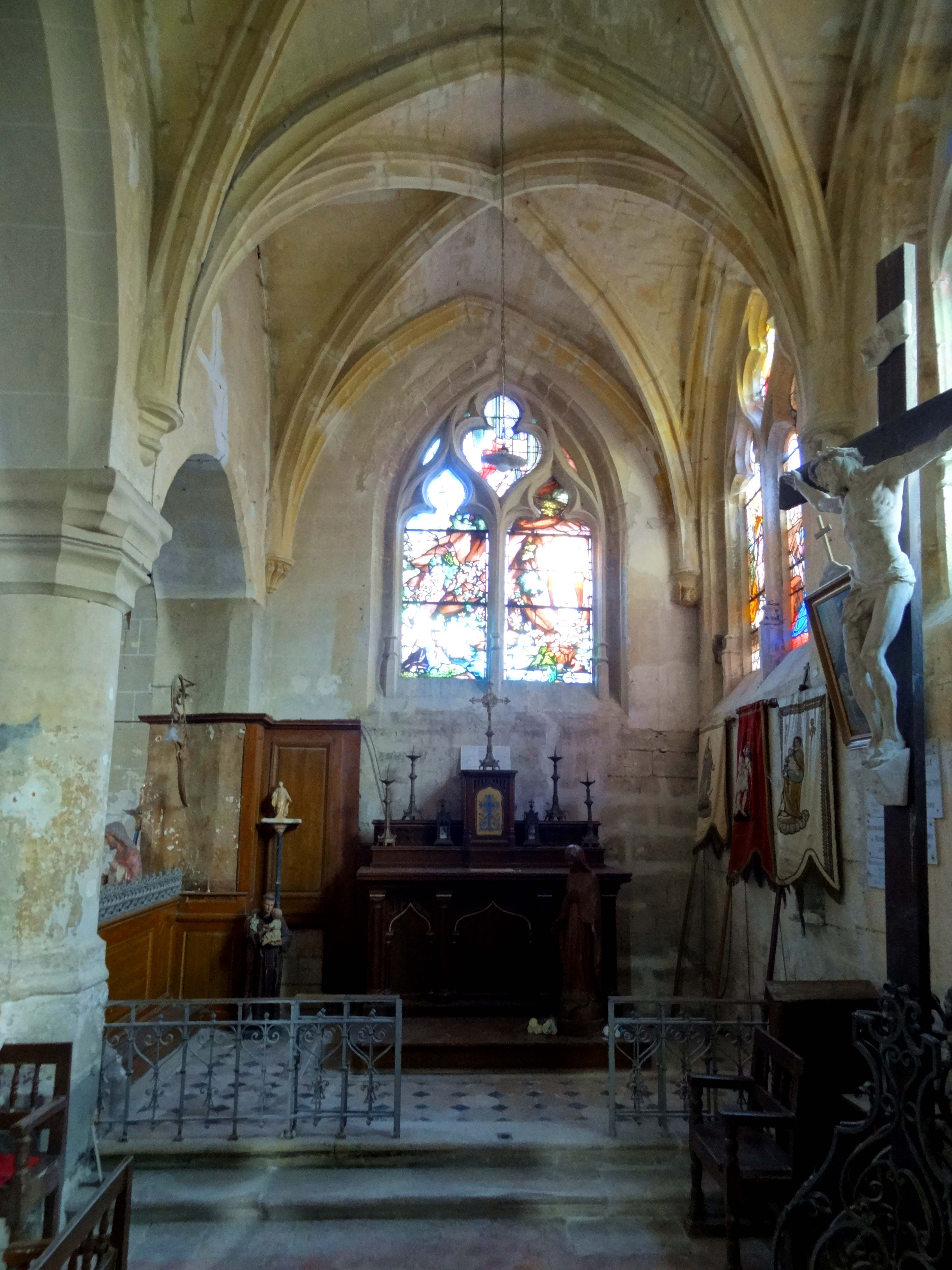
4e travée, vue vers l'est.
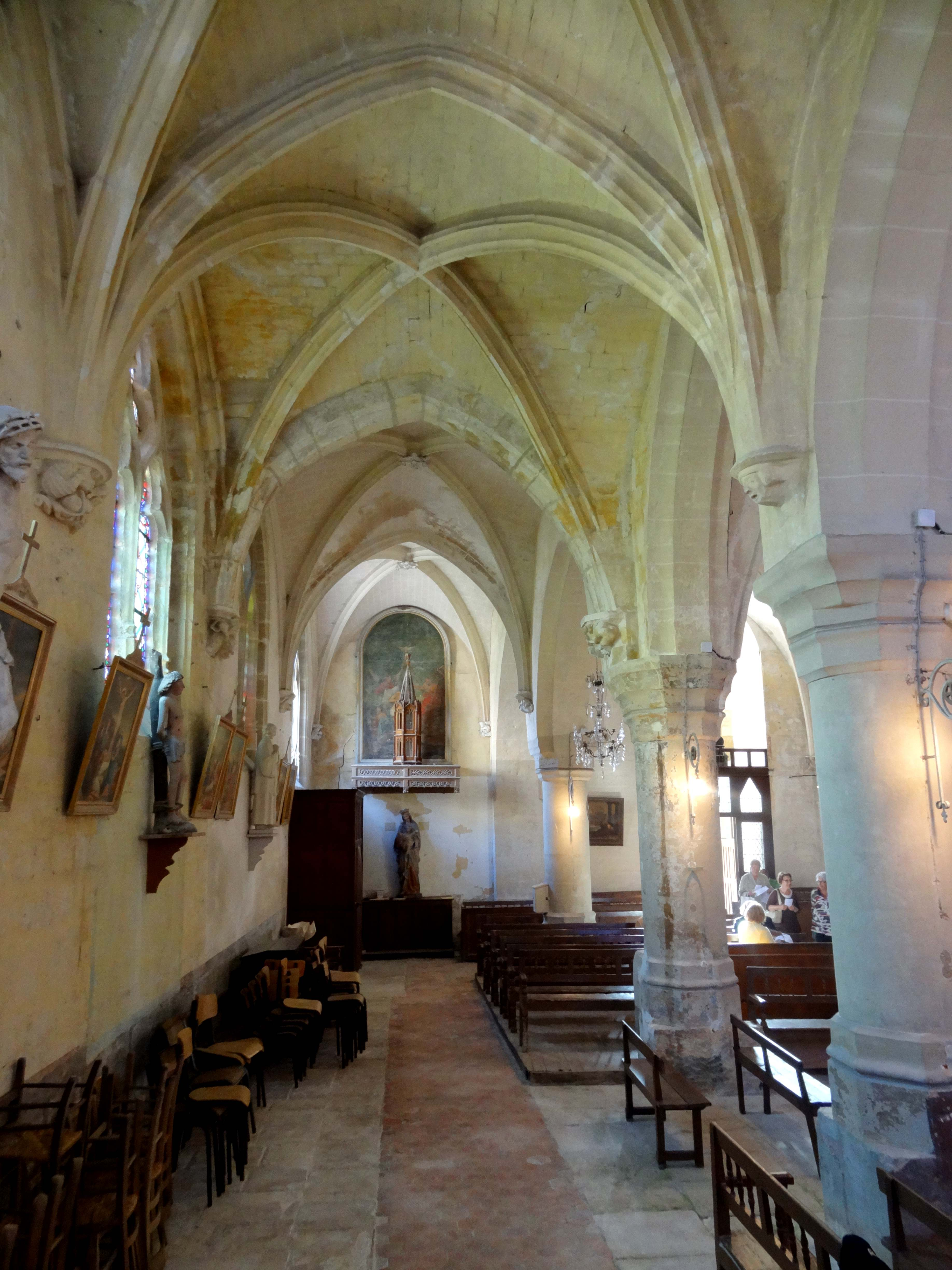
4e travée, vue vers l'ouest.
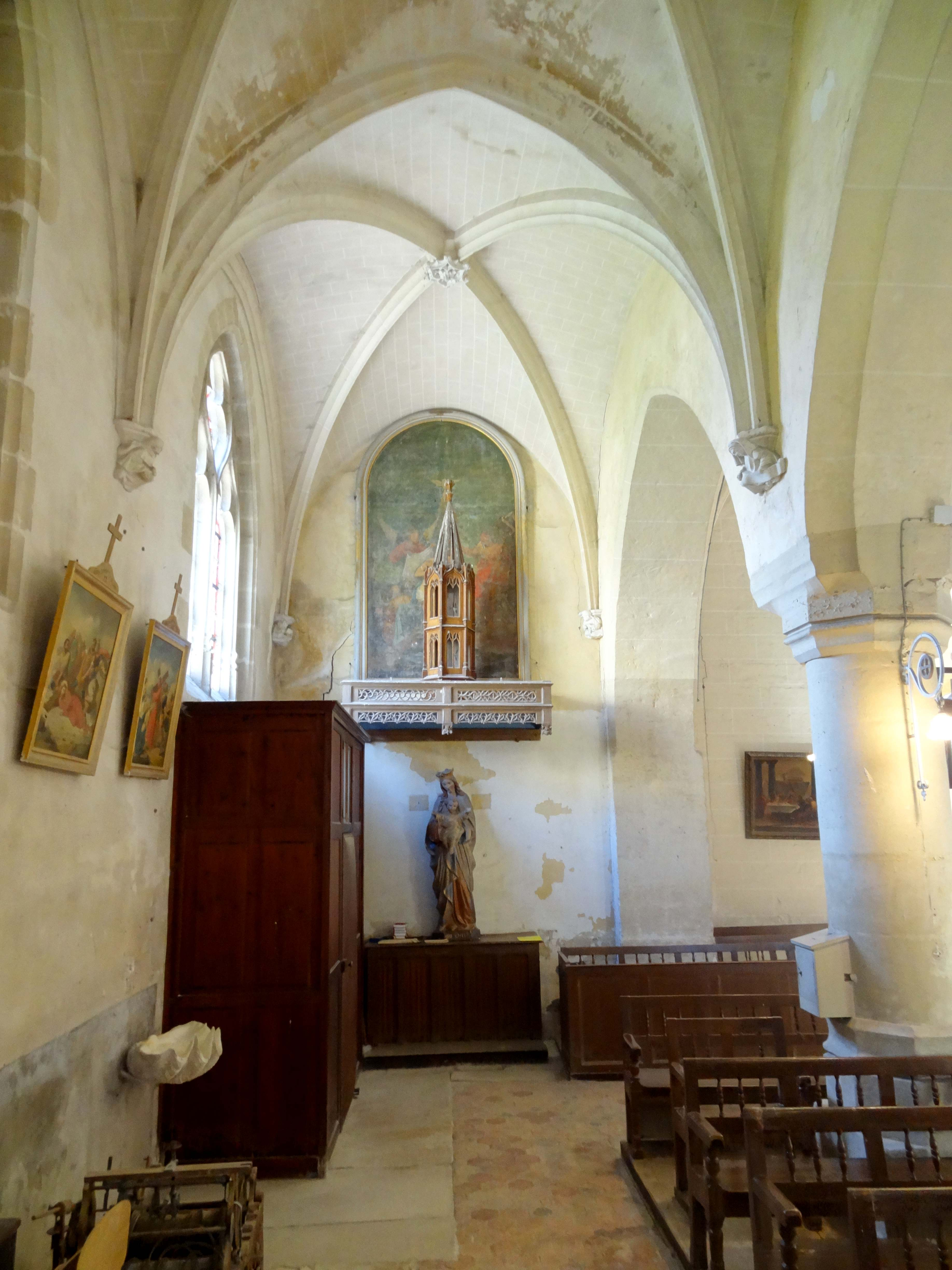
2e travée, vue vers l'ouest.
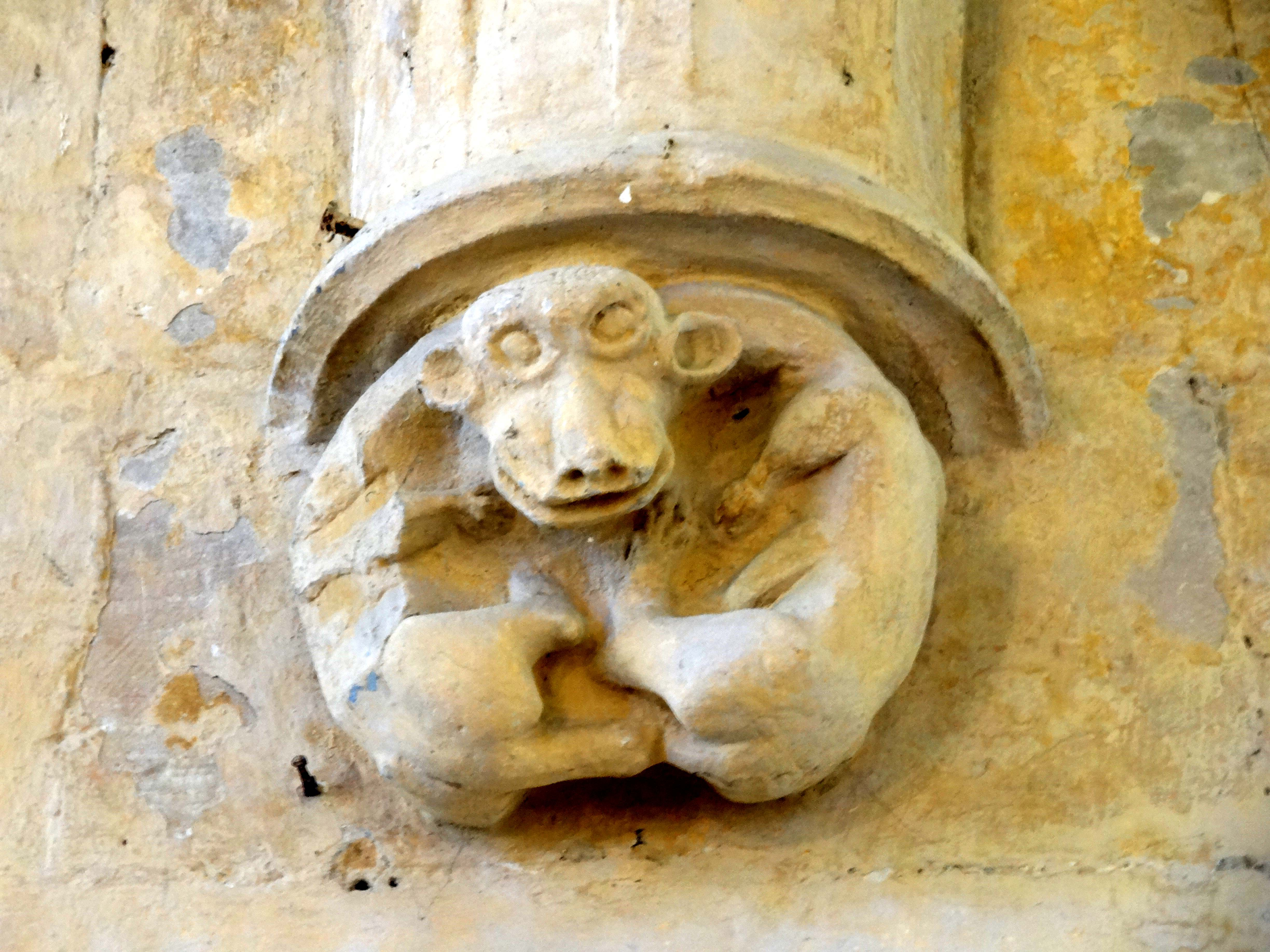
Cul-de-lampe au sud du 4e doubleau - monstre à deux têtes.

#### Vaisseau nord

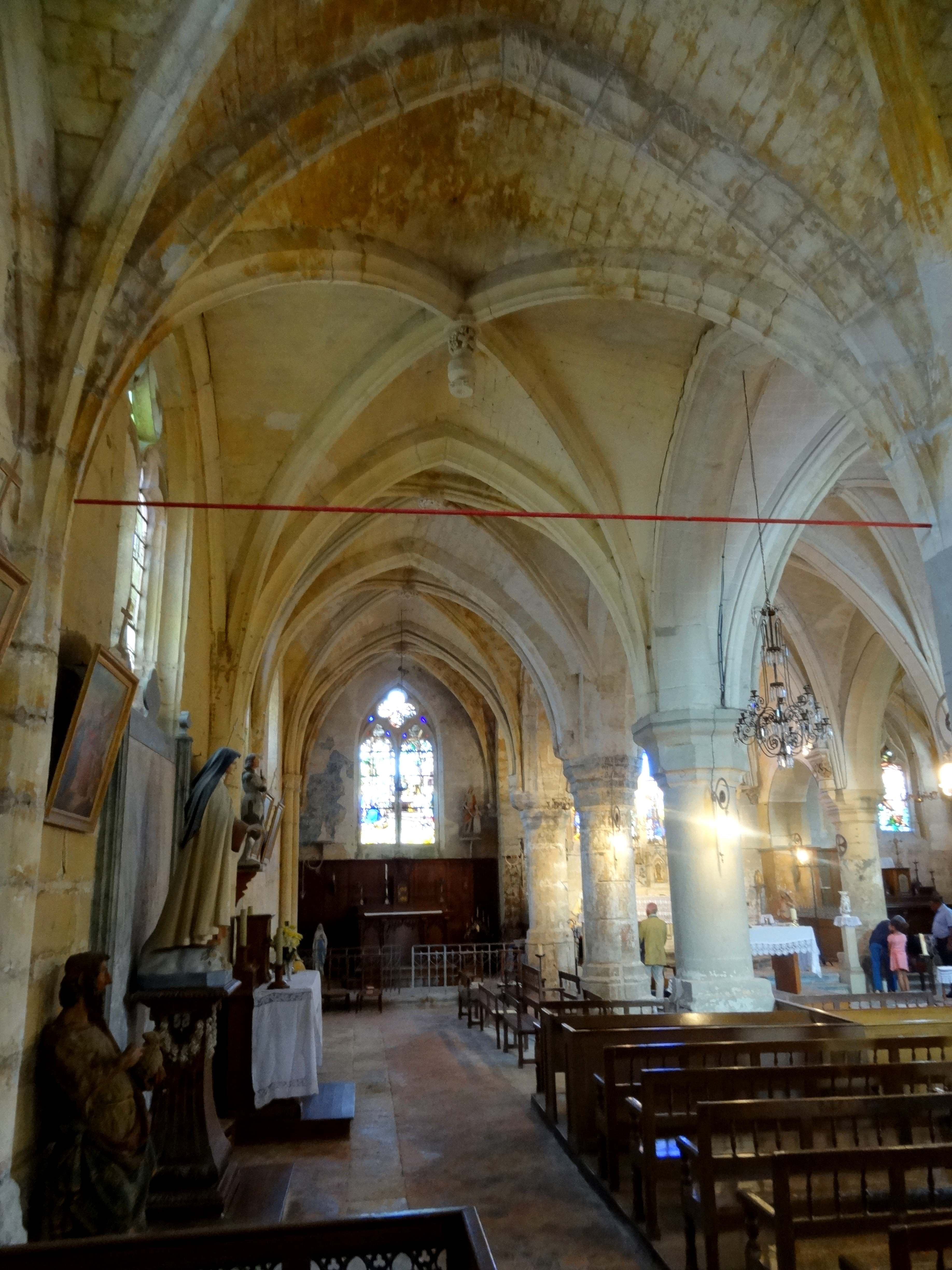
1re travée, vue vers l'est.

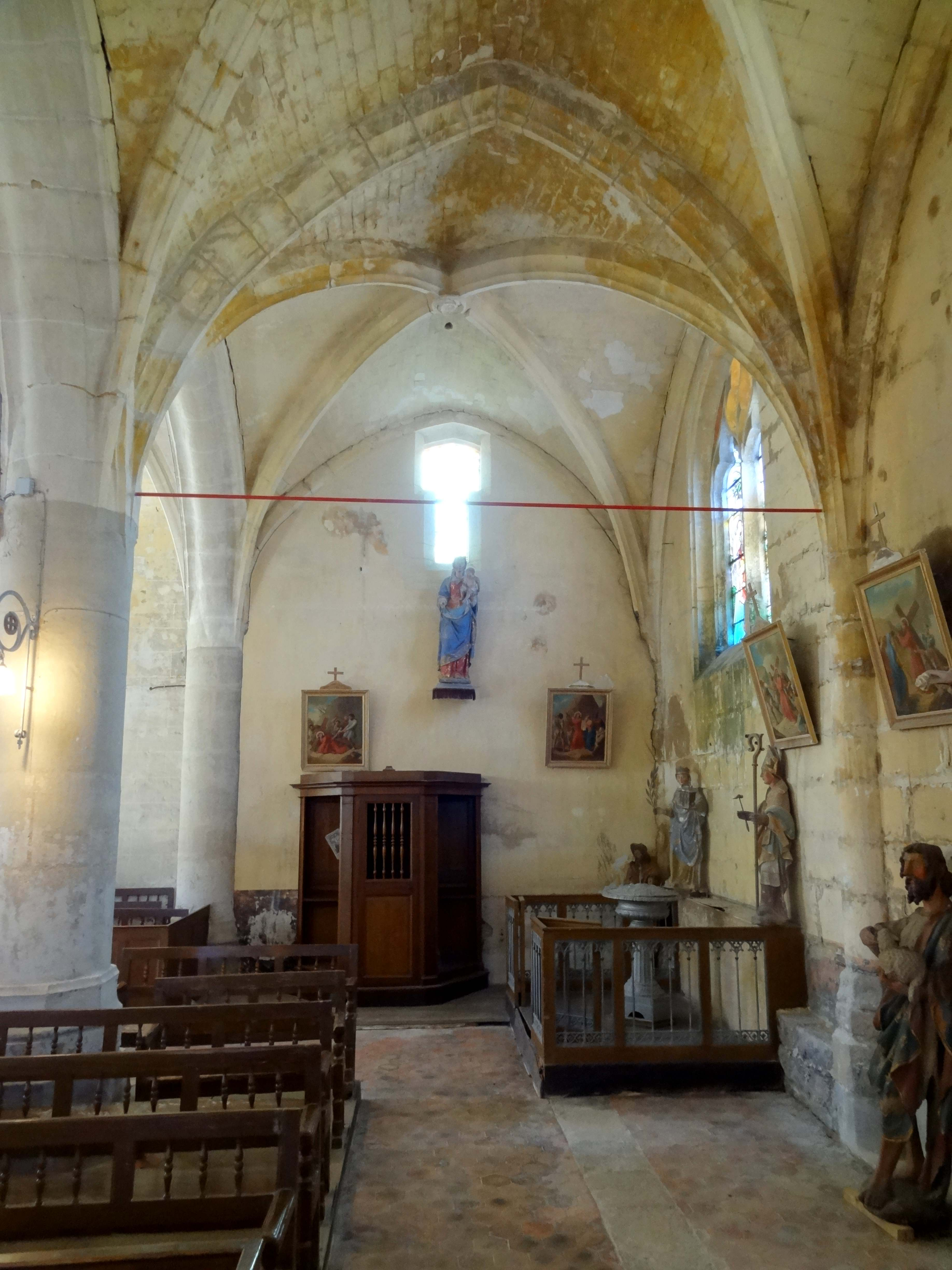
2e travée, vue vers l'ouest.

Dans les deux premières travées, soit le bas-côté nord de la nef, les grandes arcades, les voûtes, mais aussi les murs sont issus d'une même campagne de construction, contrairement à tout le reste de l'église. Seul le pilier libre à l'intersection avec la troisième travée appartient à la campagne précédente. La première clé de voûte est mutilée ; la deuxième est une petite clé pendante « avec évidements d'un bel effet » (Eugène Müller). Le profil des ogives évoque celui déjà rencontré dans les trois dernières travées du sud, mais il lui manquent les filets saillants qui dégagent les ogives des voûtains. C'est un profil un peu sommaire, qui évoque les églises flamboyantes d'une facture rustique, telles que La Chapelle-en-Serval ou Ognon. Les trois premiers sur les quatre doubleaux intermédiaire adoptent ce même profil, mais avec un diamètre augmenté. Les deux doubleaux renforcés qui délimitent l'ancien croisillon nord ont donc été refaits à l'occasion de la construction du bas-côté nord. — Au début des grandes arcades, à l'intersection des deux premières travées, et au nord du deuxième doubleau intermédiaire, les nervures des voûtes se fondent dans des piliers cylindriques libres ou engagés, comme à Bessancourt, Boran-sur-Oise (chœur), Bresles (chœur), La Chapelle-en-Serval, Fleurines, Jagny-sous-Bois, Précy-sur-Oise, Survilliers, Le Thillay, Vineuil-Saint-Firmin, etc. Il n'y a pas de pilier, ni même de cul-de-lampe, dans l'angle nord-ouest. Comme le montrent la fenêtre irrégulière à l'ouest, et le doubleau bouché visible depuis l'extérieur, il était prévu de prolonger le bas-côté d'une travée vers l'ouest, de sorte que le clocher aurait été flanqué de bas-côtés au nord et au sud. Les deux fenêtres latérales sont tout aussi soignées que leurs pendants au sud. Le remplage montre des variations, et les deux lancettes à têtes tréflées sont surmontées de deux soufflets dissymétriques accouplés, ou d'un losange et de deux soufflets placés diagonalement. L'ancien croisillon nord, qui conserve sa voûte de la fin du XIIIe siècle, a reçu une fenêtre analogue. En regardant depuis l'est, on y voit un net ressaut avant la voûte de la deuxième travée, et dans l'angle sud-ouest, l'ogive bute contre la grande arcade longtemps avant d'atteindre le tailloir. Ceci montre clairement que l'arcade a été reprise en sous-œuvre, et non seulement retaillée.
Les ogives de l'ancien croisillon nord et de la chapelle latérale nord du chœur sont au profil d'un tore garni d'un mince filet, cantonné de deux baguettes et placé devant un bandeau saillant. Les tores garnis d'un filet sont en usage à la période rayonnante à partir du dernier tiers du XIIIe siècle environ. On les rencontre à Brenouille (chœur), Chambly, Saint-Arnoul de Crépy-en-Valois (ruine de l'abbatiale), Pontpoint (chapelle sud), Saintines (chapelle nord), etc. Le filet est destiné à briser la lumière, et à donner ainsi un aspect plus graphique aux voûtes. Le doubleau à l'intersection des deux travées de la chapelle latérale est analogue aux ogives. Il n'y a pas de formerets, ce qui surprend à la période rayonnante, et pourrait indiquer un voûtement de seconde main, comme le donnent aussi à penser les deux lancettes simples qui procurent l'éclairage du côté nord. Elles évoquent la fin du XIIe ou les premières décennies du XIIIe siècle. Généralement les baies sont pourvues d'un remplage à la période rayonnante, surtout quand elle est déjà bien avancée. C'est le cas à Crouy-en-Thelle, mais la fenêtre du chevet paraît encore plus tardive. Sa mouluration chanfreinée, avec des meneaux sans chapiteaux ni bases, et son réseau de deux lancettes à têtes trilobées surmontées d'un quatre-feuilles indiquent la période rayonnante tardive, ou le début de la période flamboyante, au XIVe siècle. Si le réseau est concevable à la période rayonnante tardive, la modénature est analogue à la baie d'axe, dont le réseau est incontestablement flamboyant. Restent à signaler les supports. Ils manquent à l'intersection de la troisième et de la troisième travée, et sont mutilés ailleurs. Au nord du dernier doubleau, subsiste néanmoins un faisceau de trois fines colonnettes, qui portent des chapiteaux de crochets en mauvais état avec des tailloirs à bec.

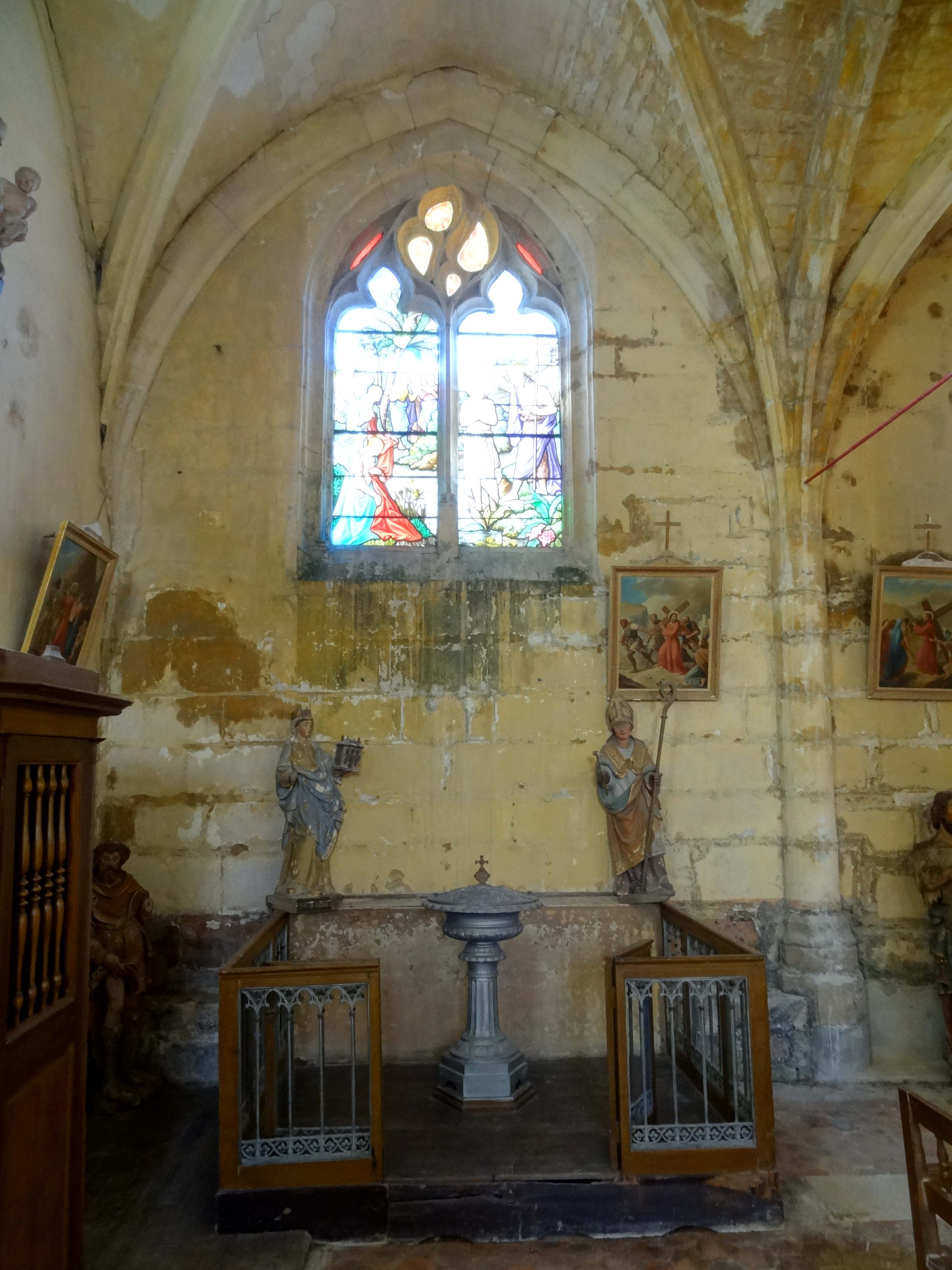
1re travée, vue vers le nord.
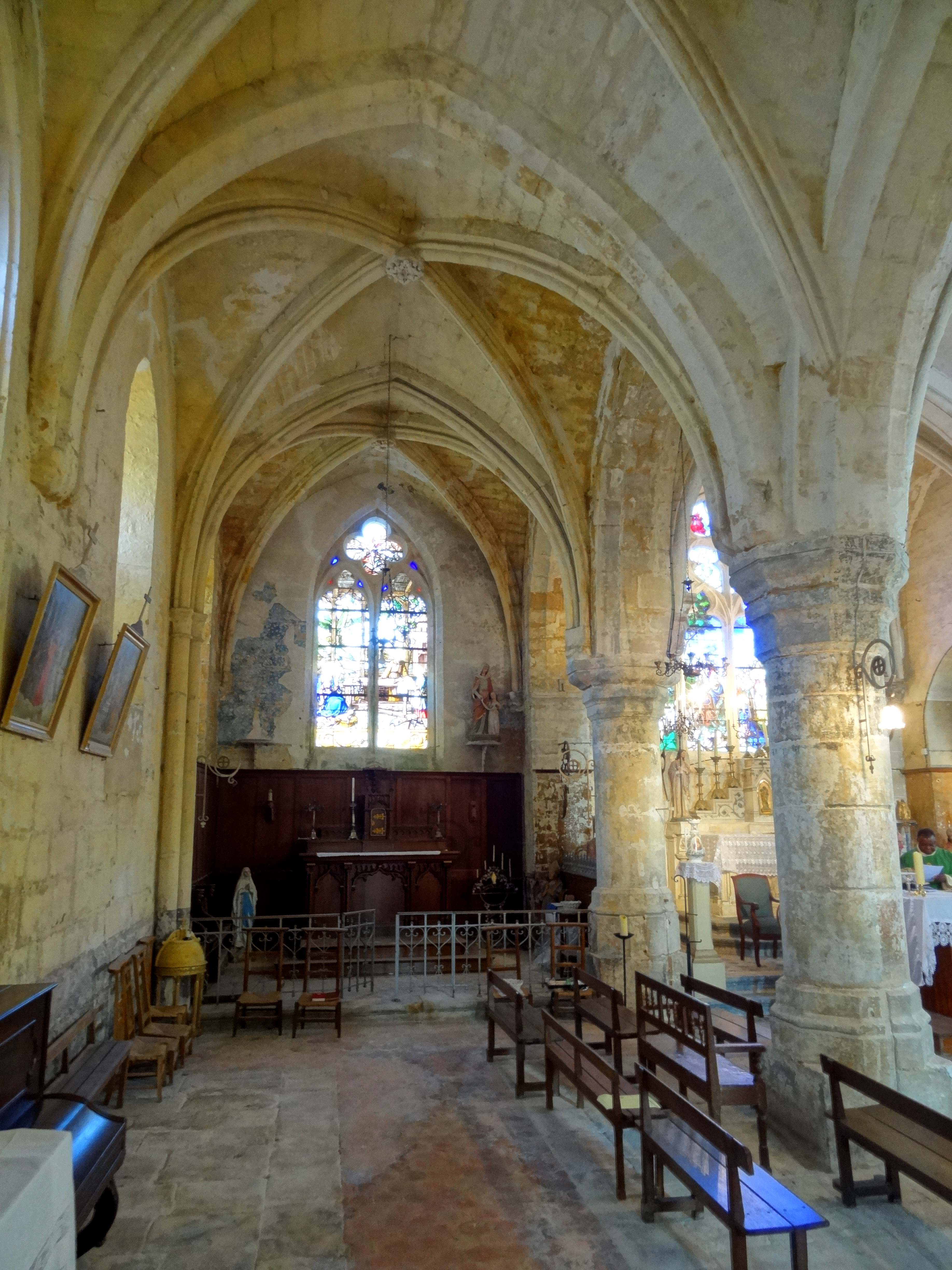
3e travée, vue vers l'est.
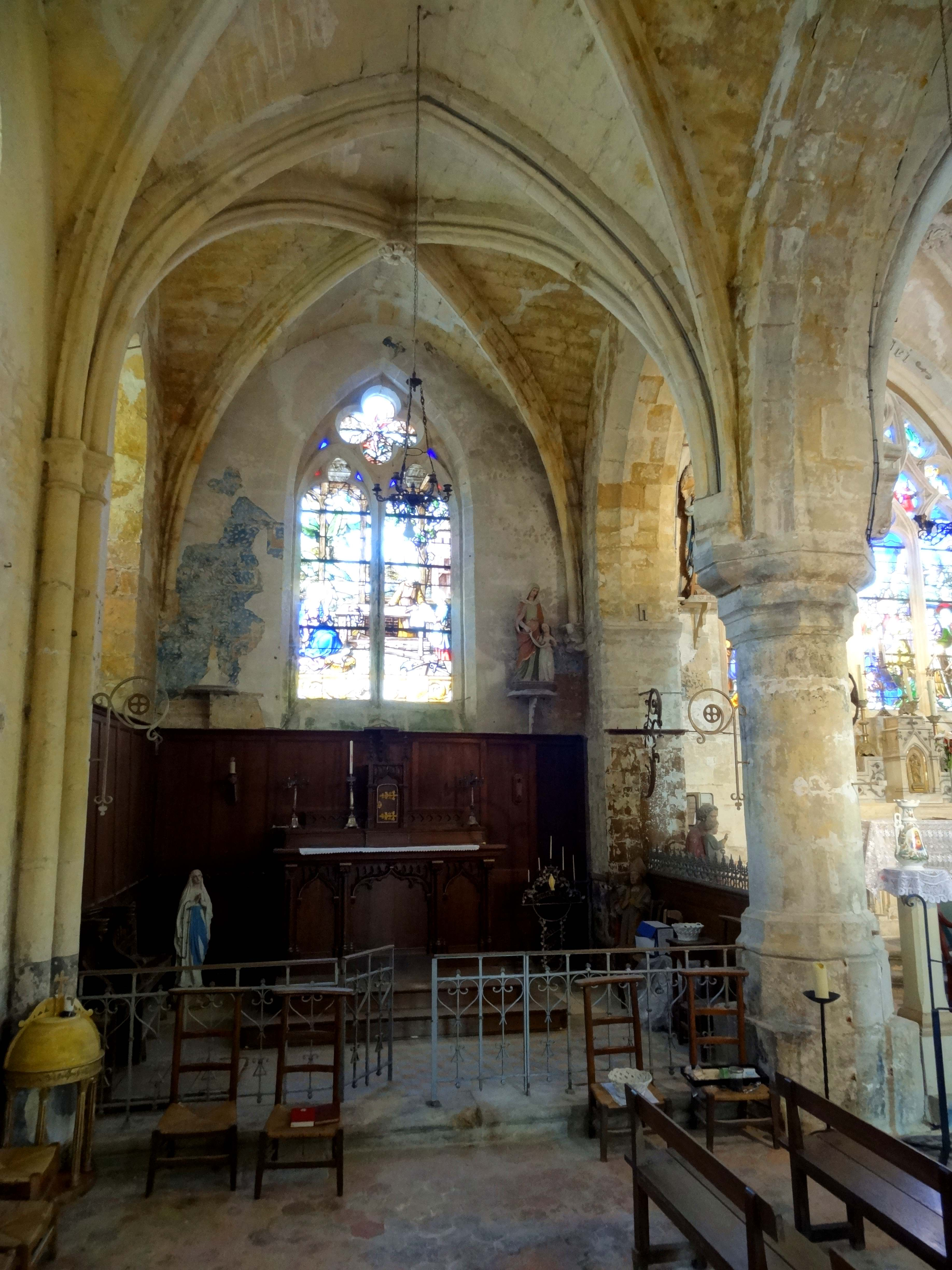
4e travée, vue vers l'est.
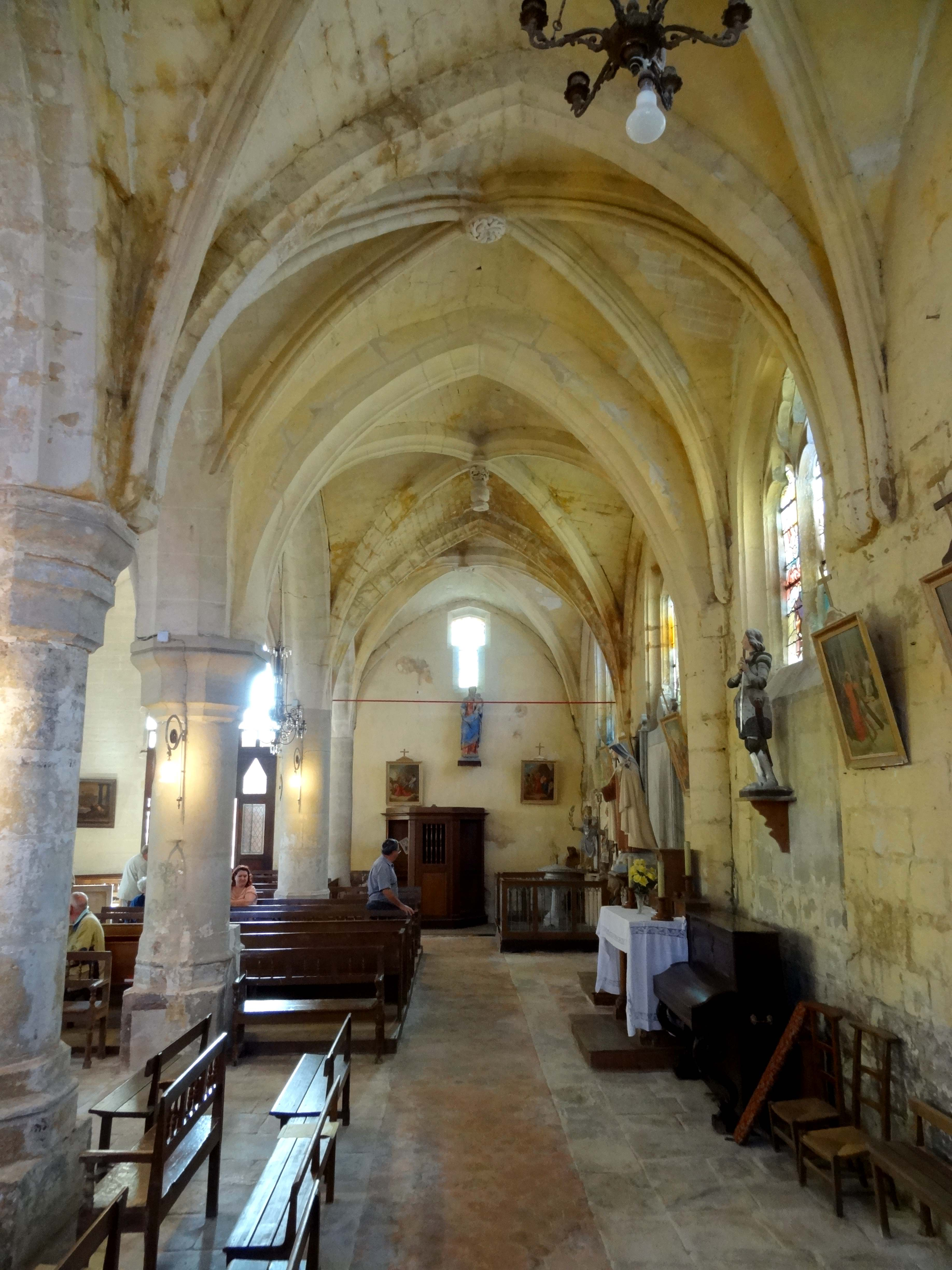
4e travée, vue vers l'ouest.
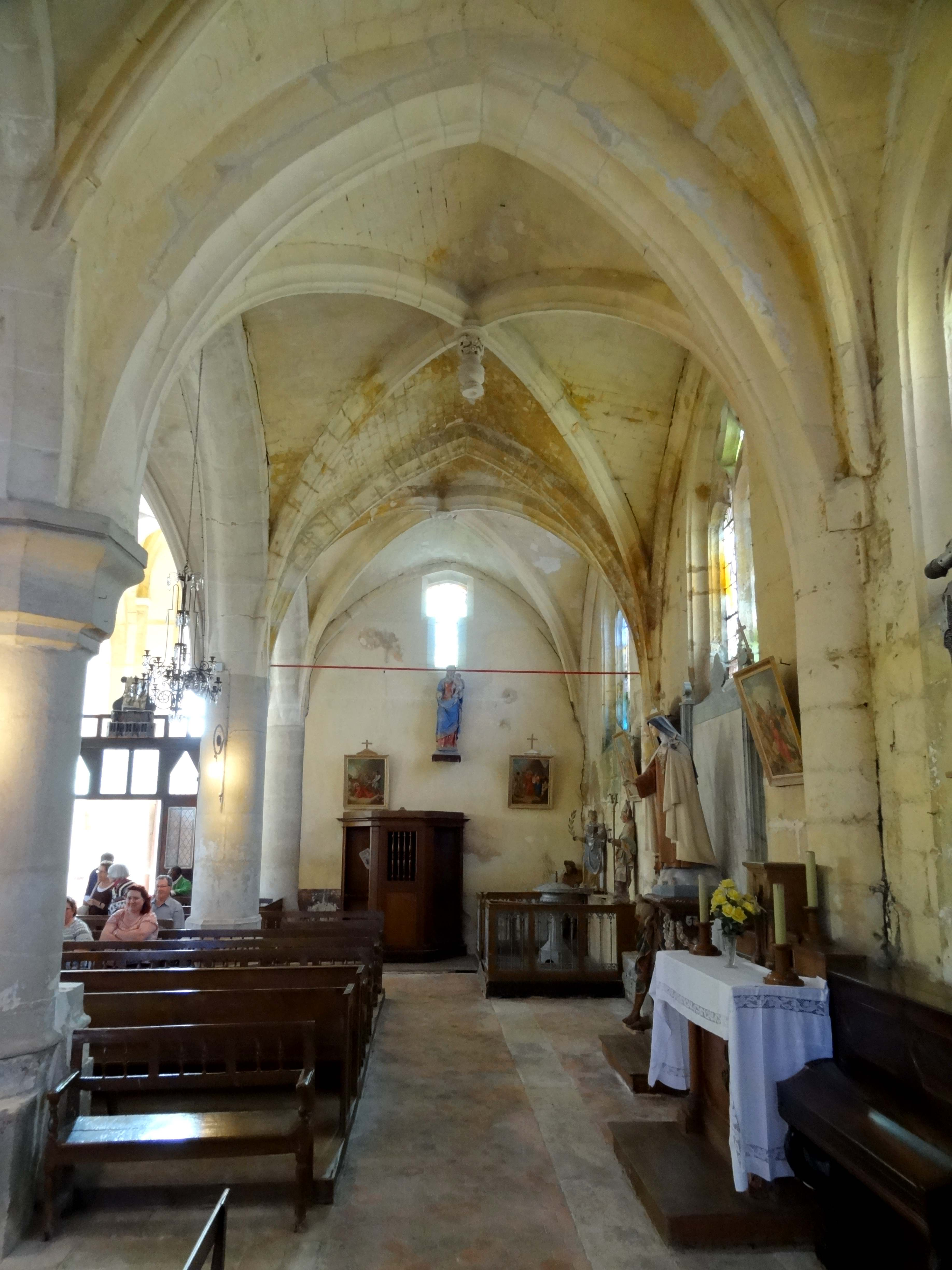
3e travée, vue vers l'ouest.
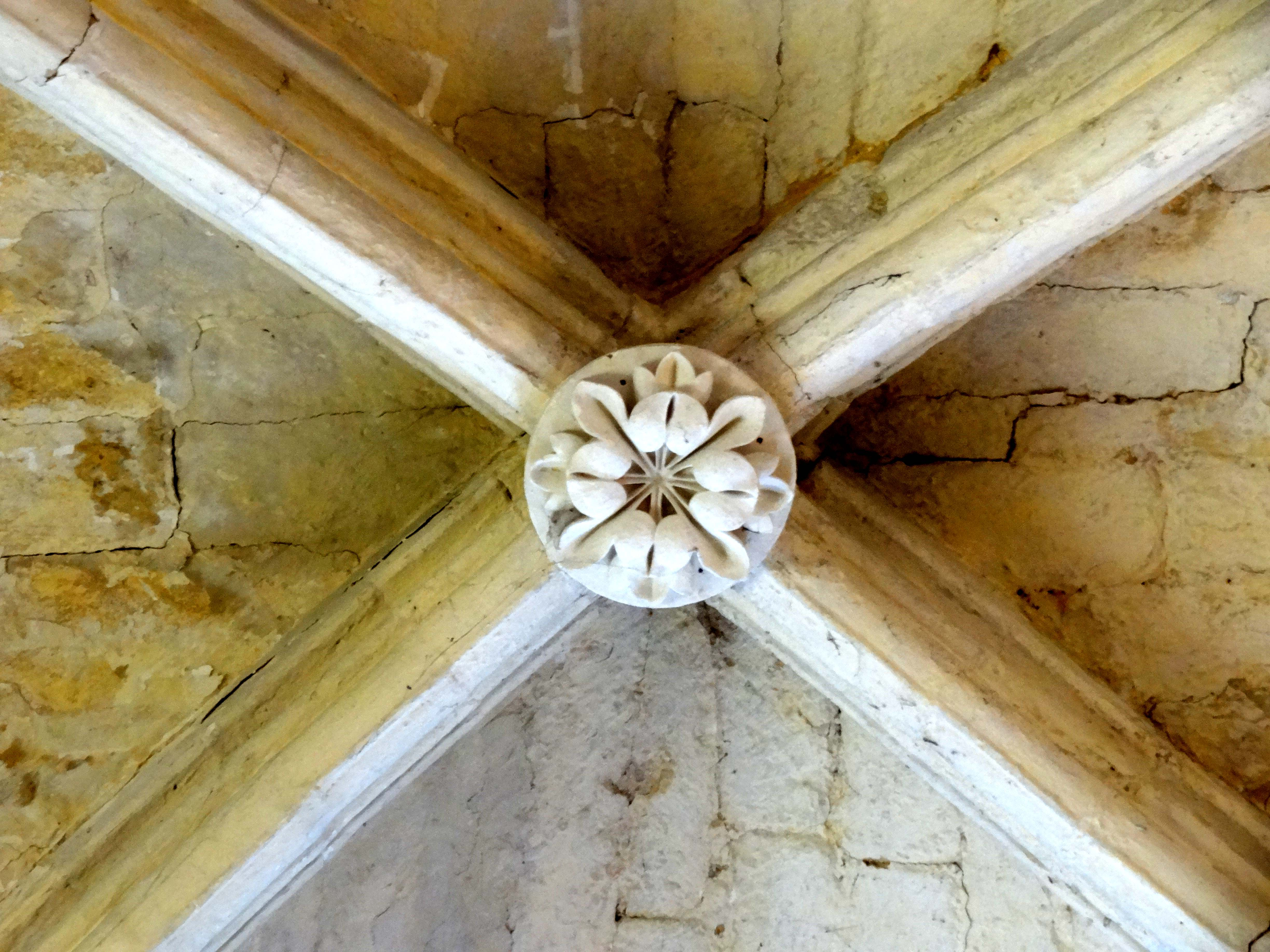
Voûte des trois dernières travées.

### Extérieur

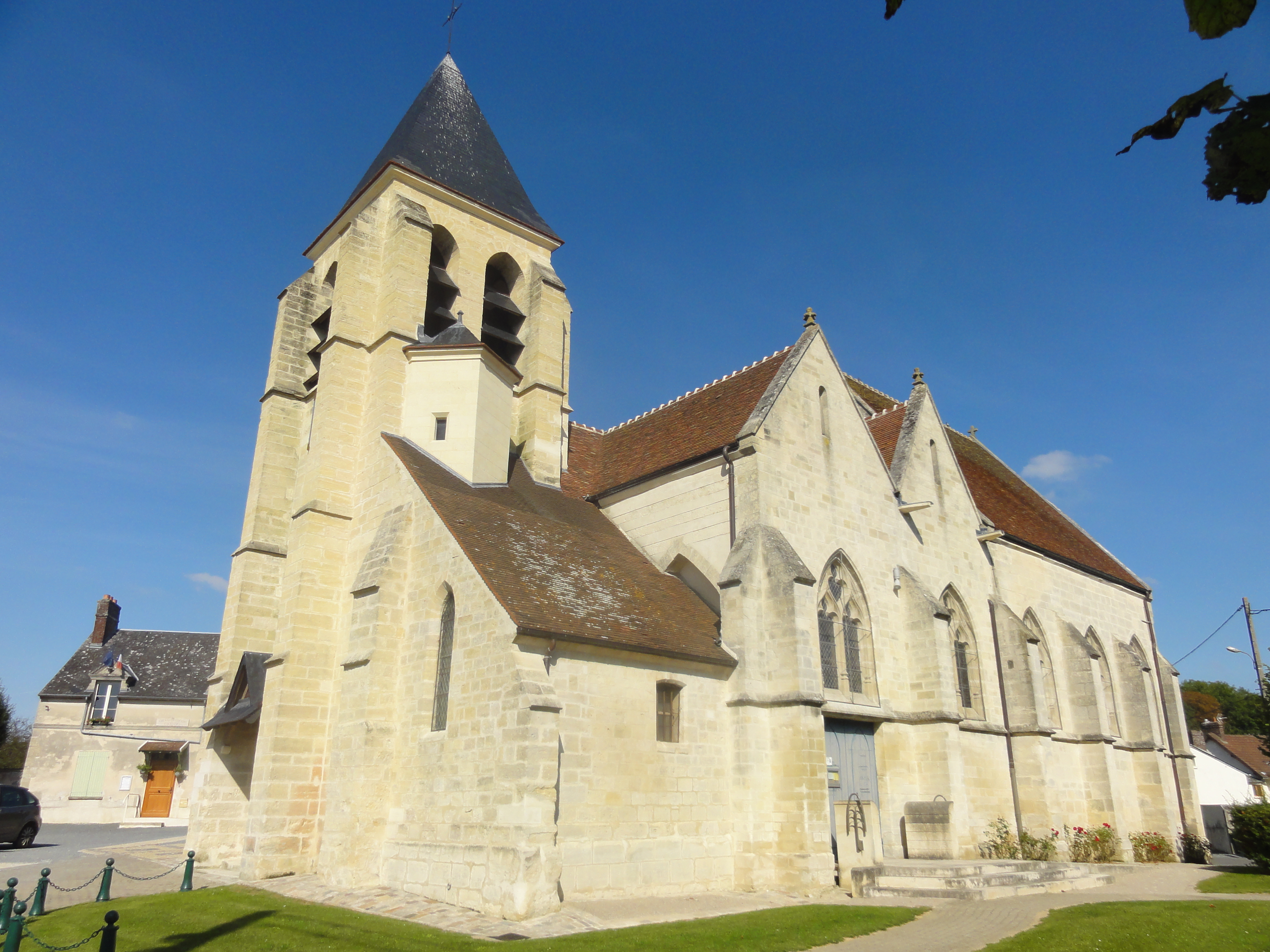
Vue depuis le sud-ouest.

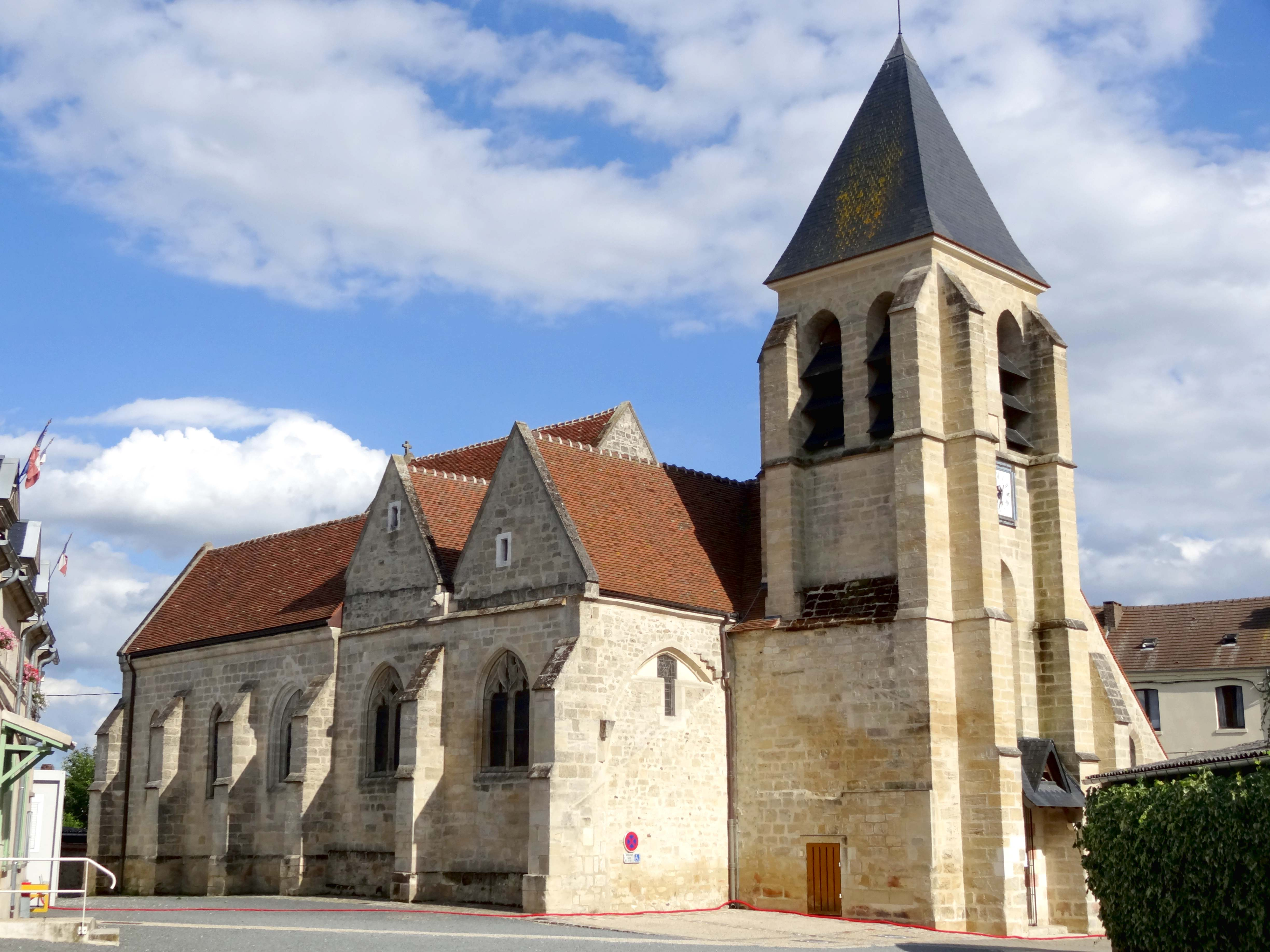
Vue depuis le nord-ouest.

Grâce à une restauration intégrale, les élévations extérieures ont retrouvé tout leur éclat, et séduisent par la belle qualité des maçonneries en pierre calcaire de moyen appareil. La silhouette est assez particulière, avec un clocher-porche inusité dans la région, et la couverture individuelle des travées des bas-côtés, dont chacune des travées possède son propre pignon. Ce parti est généralement réservé aux édifices plus importants, mais se trouve aussi à Fresnoy-la-Rivière, Marolles, Sacy-le-Grand, Ully-Saint-Georges et Vaudancourt. Les anciens croisillons et les chapelles latérales du chœur ne sont pas concernés. Ils paraissent, à l'extérieur, comme des entités homogènes, si l'on fait abstraction des deux fenêtres à lancette simple au nord. L'on peut souligner l'effort des maîtres d'œuvre successifs pour donner à l'édifice de la cohérence et de la symétrie, alors que sa reconstruction s'échelonna sur de longues décennies, comme le révèlent les différences de détail des chapiteaux. Si globalement les élévations latérales sud et nord paraissent identiques, ce n'est toutefois qu'une première impression, car au sud, un larmier continu marque la limite des allèges, tout en passant autour des contreforts, tandis qu'au nord, ce larmier est absent, et les contreforts sont tous scandés par un larmier simple. Tant au sud qu'au nord, l'ensemble des contreforts sont du même type, alors que le vaisseau nord comporte des parties de deux époques différentes.
Un peu disparates sont la façade et le chevet. Ce dernier englobe des éléments du chevet roman, en l'occurrence trois contreforts plats (dont les deux contreforts à l'angle sud-est du chœur), et le glacis à la base de l'ancien pignon du vaisseau central, qui a été entièrement démoli lors de la construction de l'actuelle toiture commune au chœur et au vaisseau sud. Concernant la façade, son grand défaut, qui est le vide dans l'angle entre clocher et bas-côté nord, laissé apparemment par la démolition d'un annexe faisant pendant à la sacristie, n'est heureusement pas mis en exergue. Il ne se constate pas depuis la rue, mais uniquement depuis le parking. D'emblée, la sacristie, à l'angle sud-ouest, apparaît comme la première travée d'un bas-côté de la première période gothique. Avant la reconstruction flamboyante, ce bas-côté se serait étendu sur trois travées. En façade, reste un grand contrefort qui devait jadis épauler les grandes arcades du sud. En haut de ce contrefort, l'on note une rupture dans l'appareil entre le demi-pignon de la sacristie et le premier contrefort méridional du clocher. Mais puisque le mur de l'ancienne façade de la nef a été coupé immédiatement à gauche du contrefort en question, cette rupture ne concerne que les dernières assises, et ne saute pas aux yeux. Le mur occidental de la sacristie est ajouré d'une lancette simple telle que dans la chapelle latérale nord du chœur, ce qui souligne l'impression d'un ancien bas-côté. Au sud, le mur ancien s'interrompt à moins d'un mètre du contrefort situé tout au début. Le reste du mur gouttereau sud de la sacristie est moderne, y compris la petite fenêtre en anse de panier. Au-dessus du toit en appentis de la sacristie, le sommet d'un doubleau bouché demeure visible. Il était donc envisagé, pendant un certain temps, de prolonger le bas-côté flamboyant de la nef vers l'ouest. Entièrement dégagé, un tel doubleau bouché est aussi visible au nord. La présence du clocher, qui n'est par ailleurs pas situé dans l'axe de la nef, ôte toutefois l'intérêt à ce prolongement des bas-côtés. Bien proportionné et bien construit, le clocher est en même temps sans intérêt architectural réel, et pratiquement fruste. Son portail n'est pas décoré, ni la fenêtre qui le surmonte, ni même les deux baies en arc brisé sur chaque face de l'étage de beffroi. Les deux contreforts orthogonaux par angle sont scandés par un larmier simple, comme sur le vaisseau nord, puis par deux niveaux de larmiers présents sur les trois faces, comme sur le vaisseau sud. Ils s'amortissent par un glacis formant larmier.

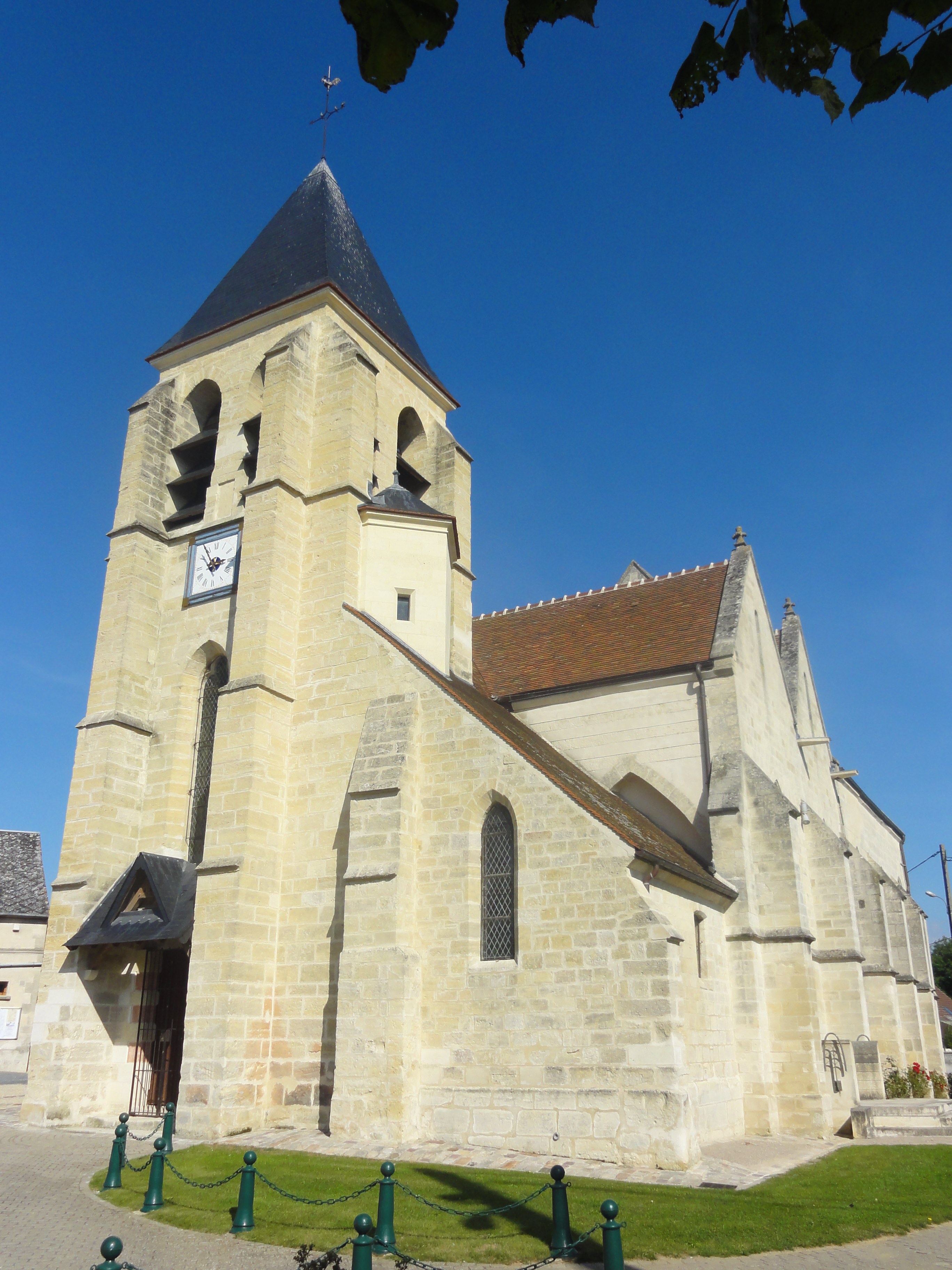
Vue depuis le sud-ouest.
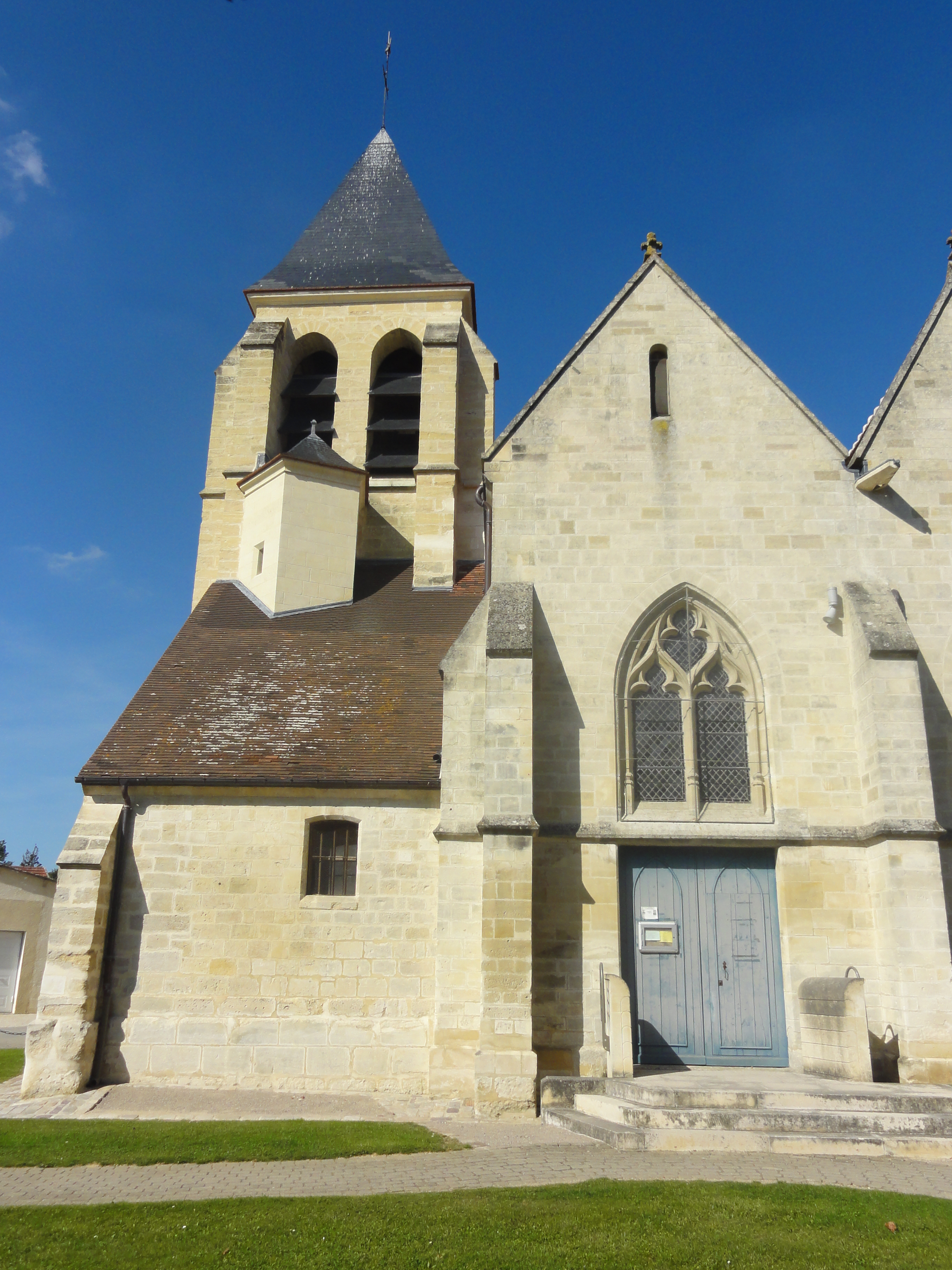
Sacristie et 1re travée du bas-côté sud.
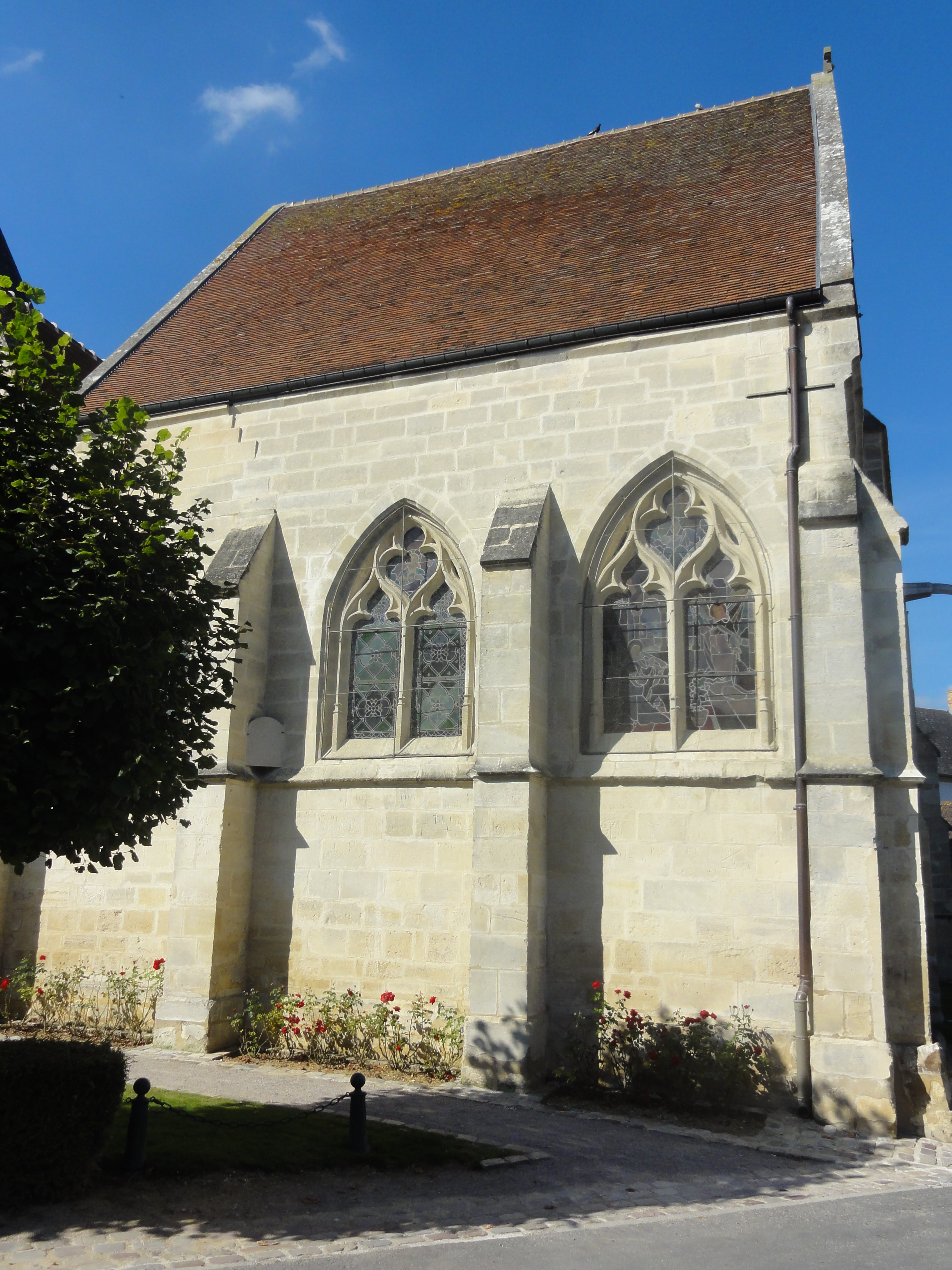
Vaisseau sud, 3e-5e travée.
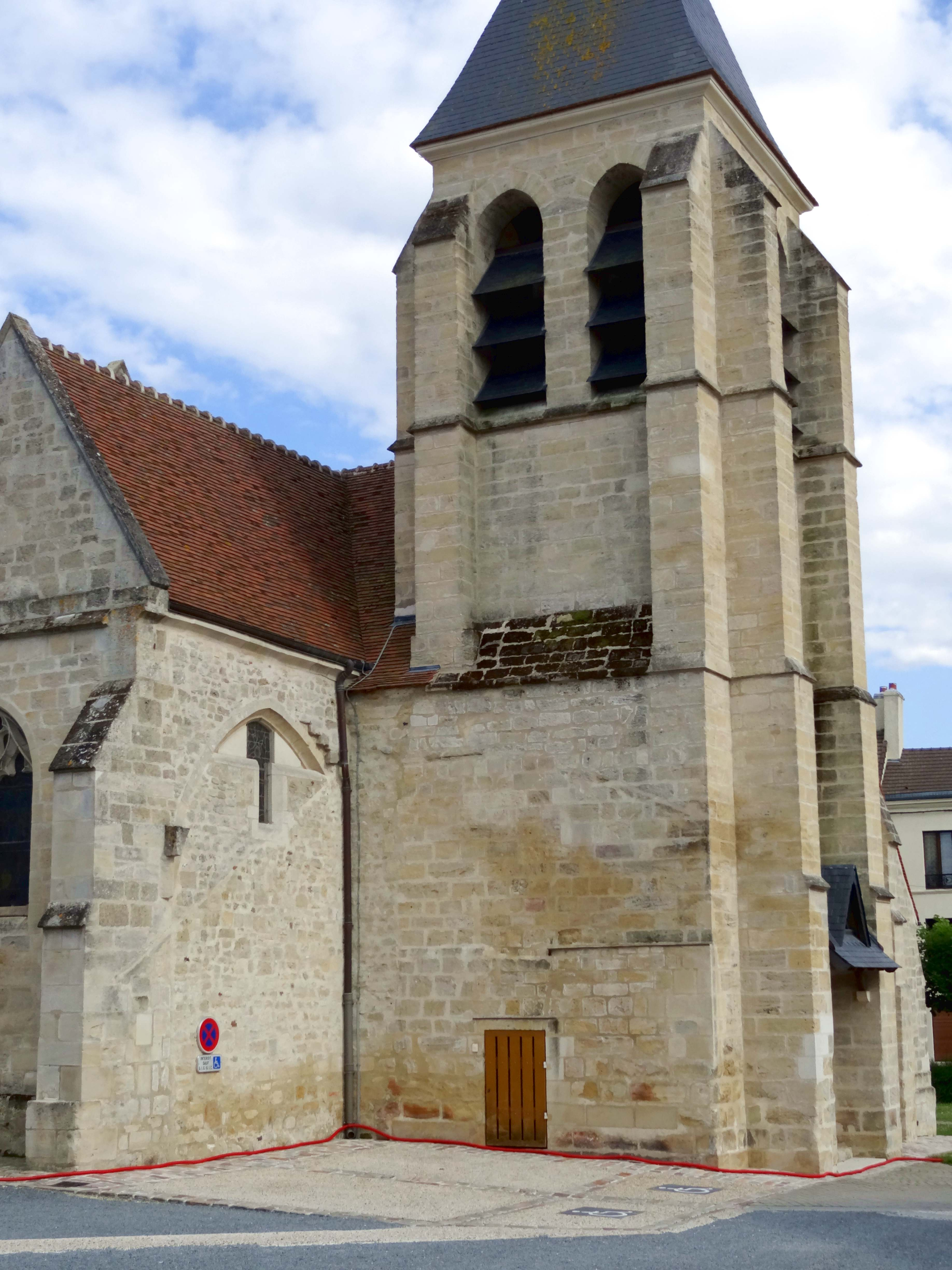
Angle entre bas-côté nord et clocher.
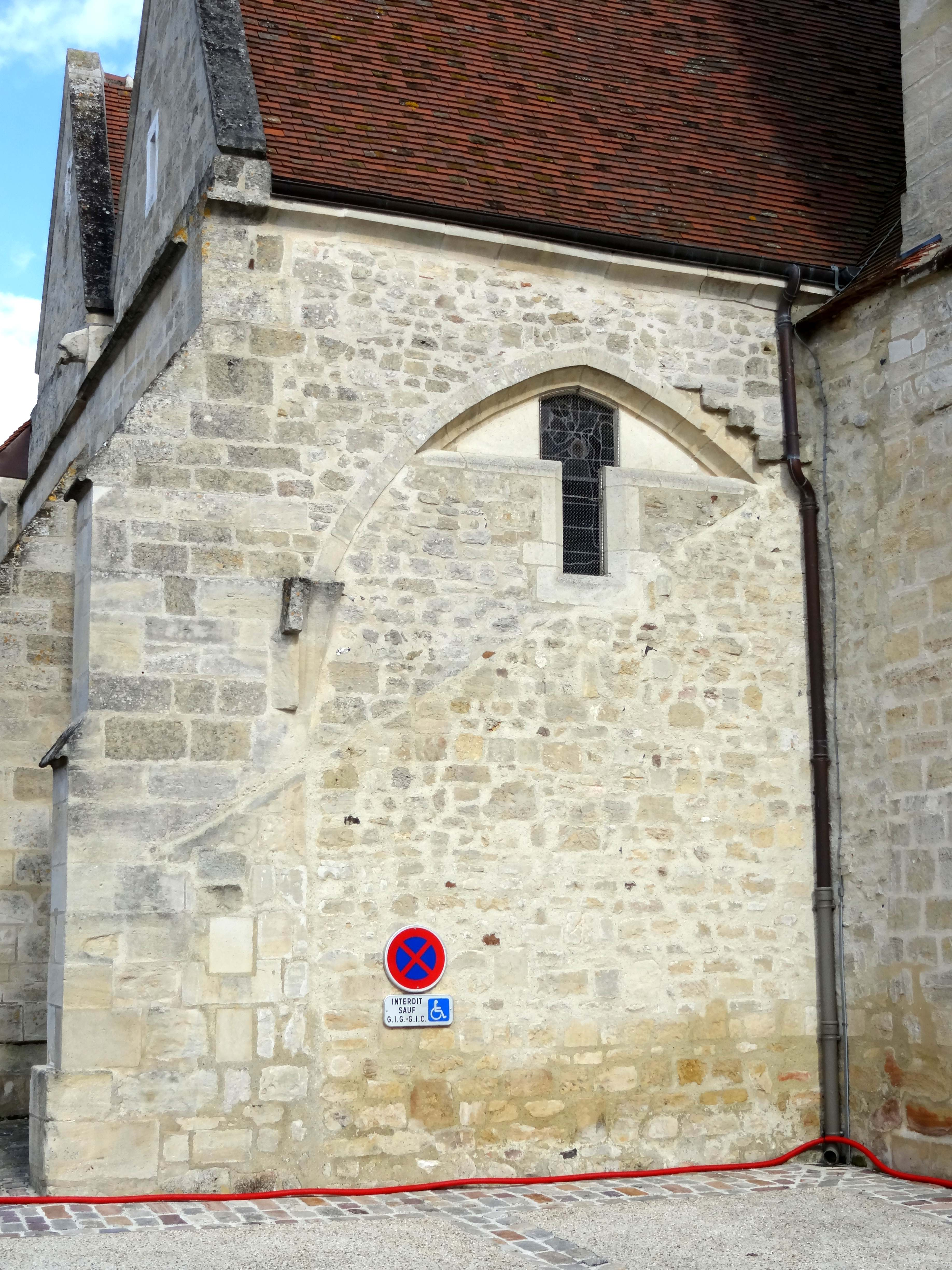
Bas-côté nord, mur occidental.
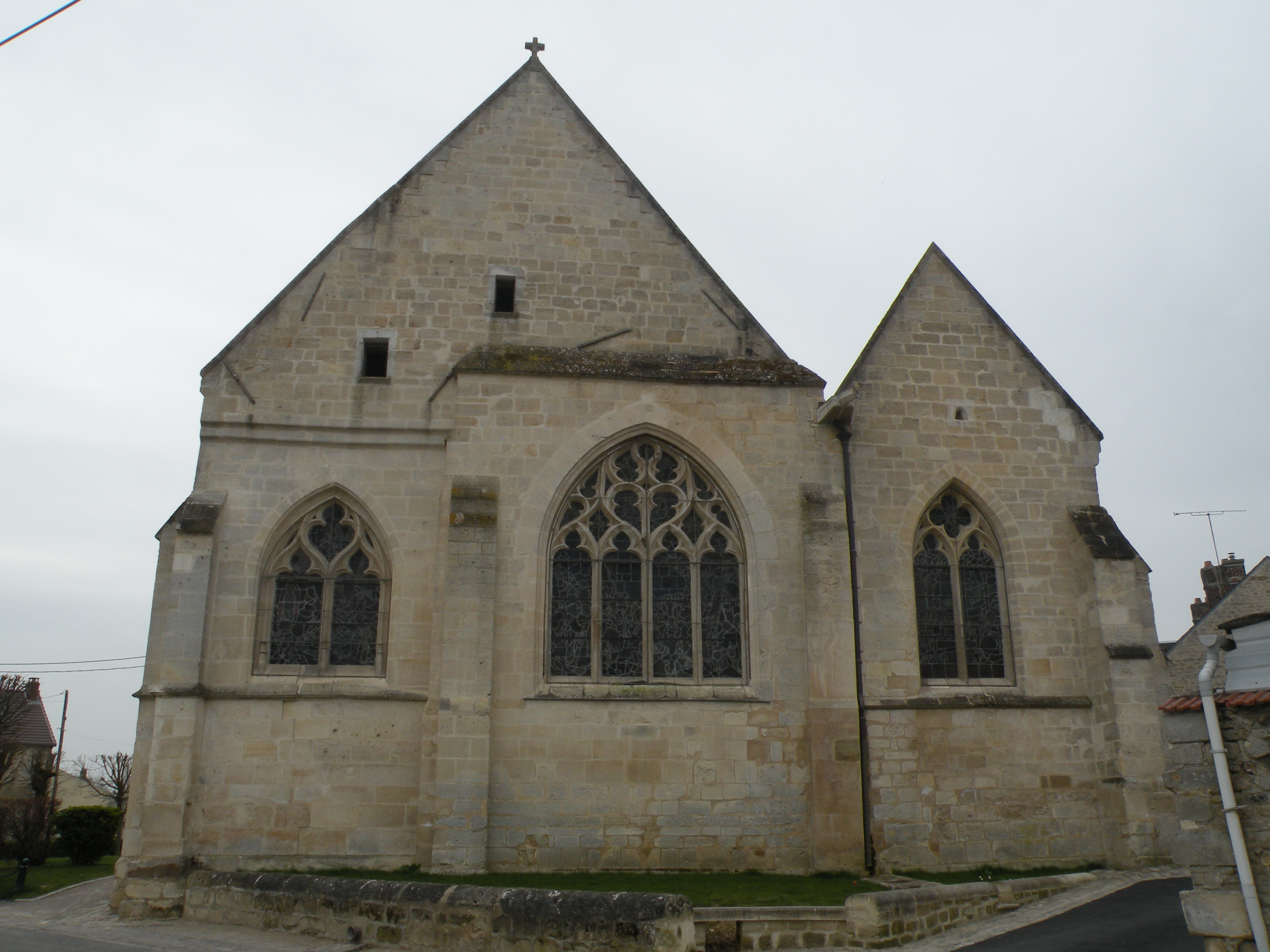
Chevet.

## Mobilier
Parmi le mobilier de l'église, quatre éléments sont classés ou inscrits monument historique au titre objet, ainsi que la cloche et deux verrières du XIXe siècle. À l'exception de la cloche et des verrières, tous les éléments protégés sont réduits à l'état de fragments, et l'étaient déjà au moment du classement. Il s'agit d'abord du pied d'un lutrin en fer forgé du XIXe siècle, et des panneaux du banc d'œuvre du XVIe siècle décorés de réseaux flamboyants.
Un autre élément, qui est classé en tant que tabernacle (dans le sens de dais), reste toujours à situer dans un contexte. Il est en forme de clocheton à décor de remplages flamboyants, et porte les caractéristiques du XVe siècle. Eugène Müller parle d'« une sorte de lanterne en bois découpé du même style [que le banc d'œuvre], dont l'usage est problématique ». L'objet est placé sur un dais de retable en bois taillé et ajouré de découpages flamboyants, qui évoque des exemplaires conservés à Berville, Commeny et Moussy (dans ce dernier cas réduit à l'état de vestige), dans le Vexin français. Il n'est pas assuré que ces deux éléments forment un ensemble, et il n'est pas clair non plus si le dais de retable est lui aussi visé par le classement. On pourrait alternativement faire le rapprochement avec l'ossature en bois qui surmonte la porte d'entrée, du côté ouest, qui évoque un triple dais ayant perdu ses clochetons. Des réseaux flamboyants subsistent en haut du corps central. Cette structure sert actuellement de support à un petit bas-relief en bois taillé, qui représente un groupe de soldats devant la silhouette d'une ville fortifiée. Sa partie inférieure manque : tous les pieds sont coupés. Il a été daté du XVIe siècle, et provient certainement d'un retable démantelé qui avait pour sujet la Passion du Christ.
La cloche en bronze date de 1595. Elle mesure 103 cm de hauteur et 118,5 cm de diamètre. Comme particularité, elle est à six anses, et affiche un bas-relief du saint patron de l'église. Elle est inscrite depuis septembre 2005. L'on ne dispose pas de renseignements sur les deux verrières figurées du XIXe siècle. La verrière d'axe (no 0) représente la prédication de saint Jean-Baptiste, et la verrière au chevet du collatéral nord (no 1), la Sainte Famille. Ces deux verrières sont inscrites depuis août 1982. Les restes de vitraux observés par Louis Graves ont disparu. En dehors des éléments protégés, l'on peut encore signaler quelques statues anciennes, qu'Eugène Müller dit sans valeur artistique. Ce sont notamment saint Jean-Baptiste, à gauche du retable du chevet, et saint Nicolas, à droite, ainsi que saint Sébastien, dans le vaisseau sud. La Vierge à l'Enfant mentionnée par Eugène Müller a disparu, à moins qu'il se réfère à celle du XIXe siècle abritée par le dais de retable flamboyant.

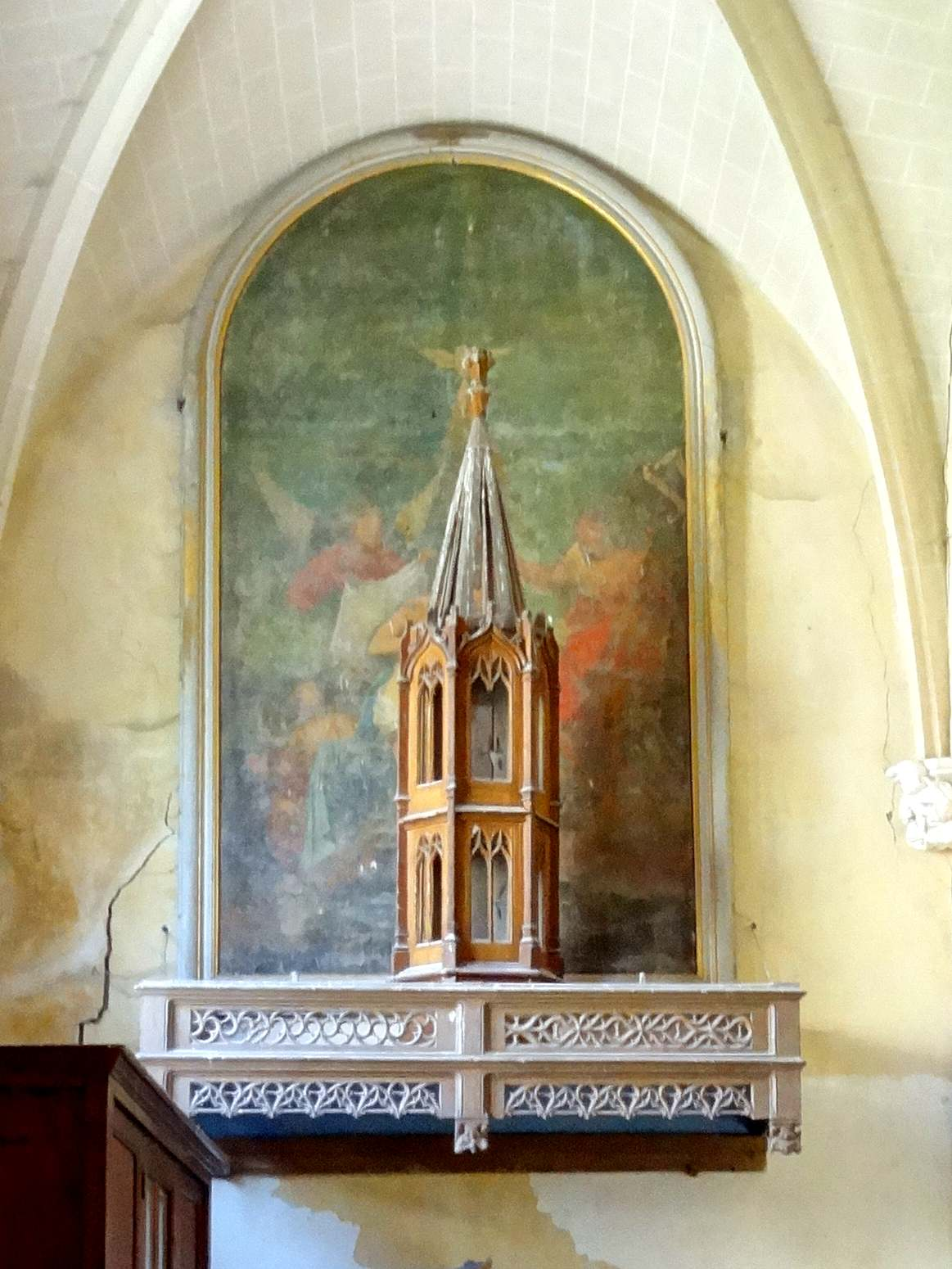
« Tabernacle ».
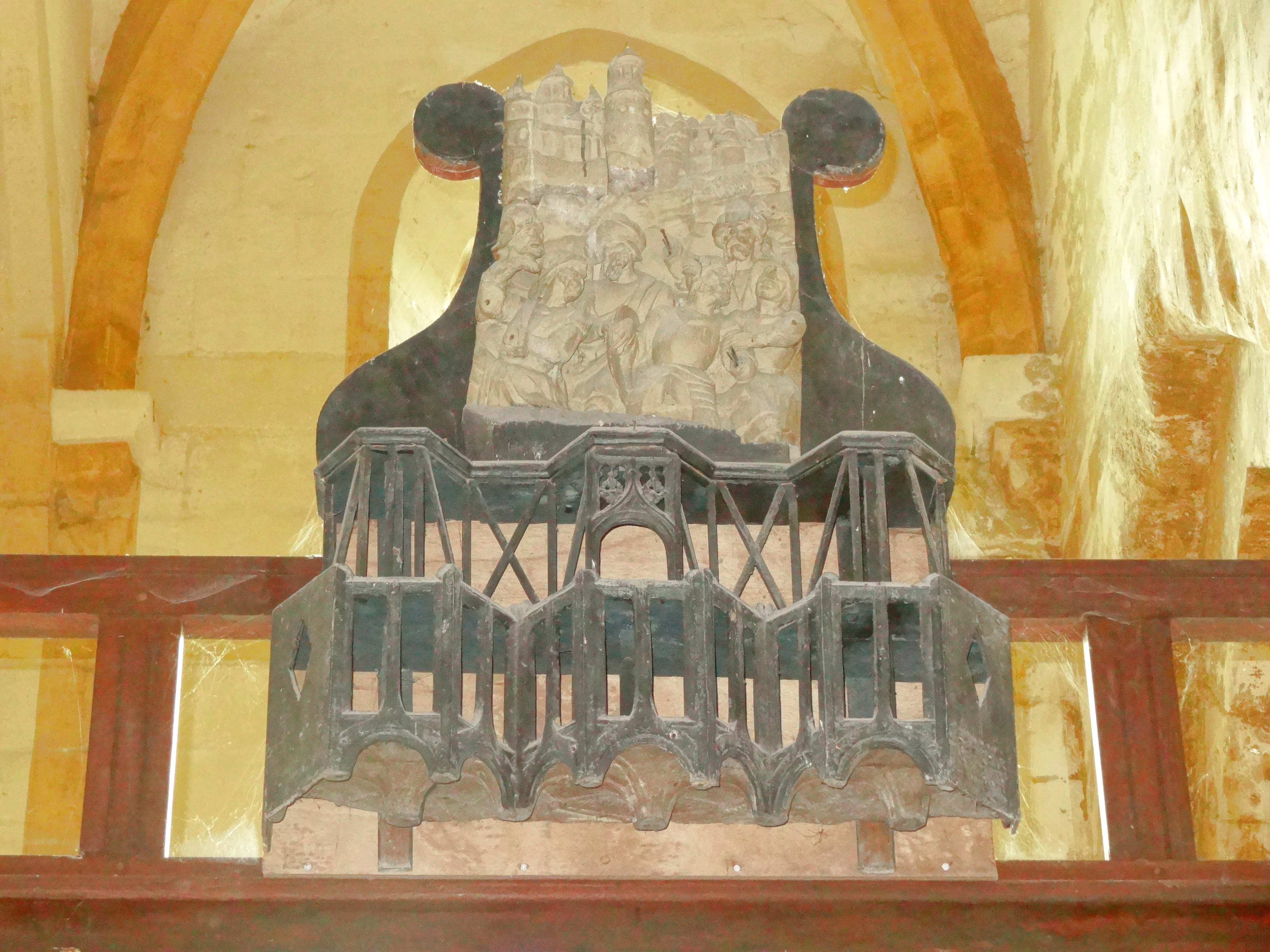
Groupe de soldats.
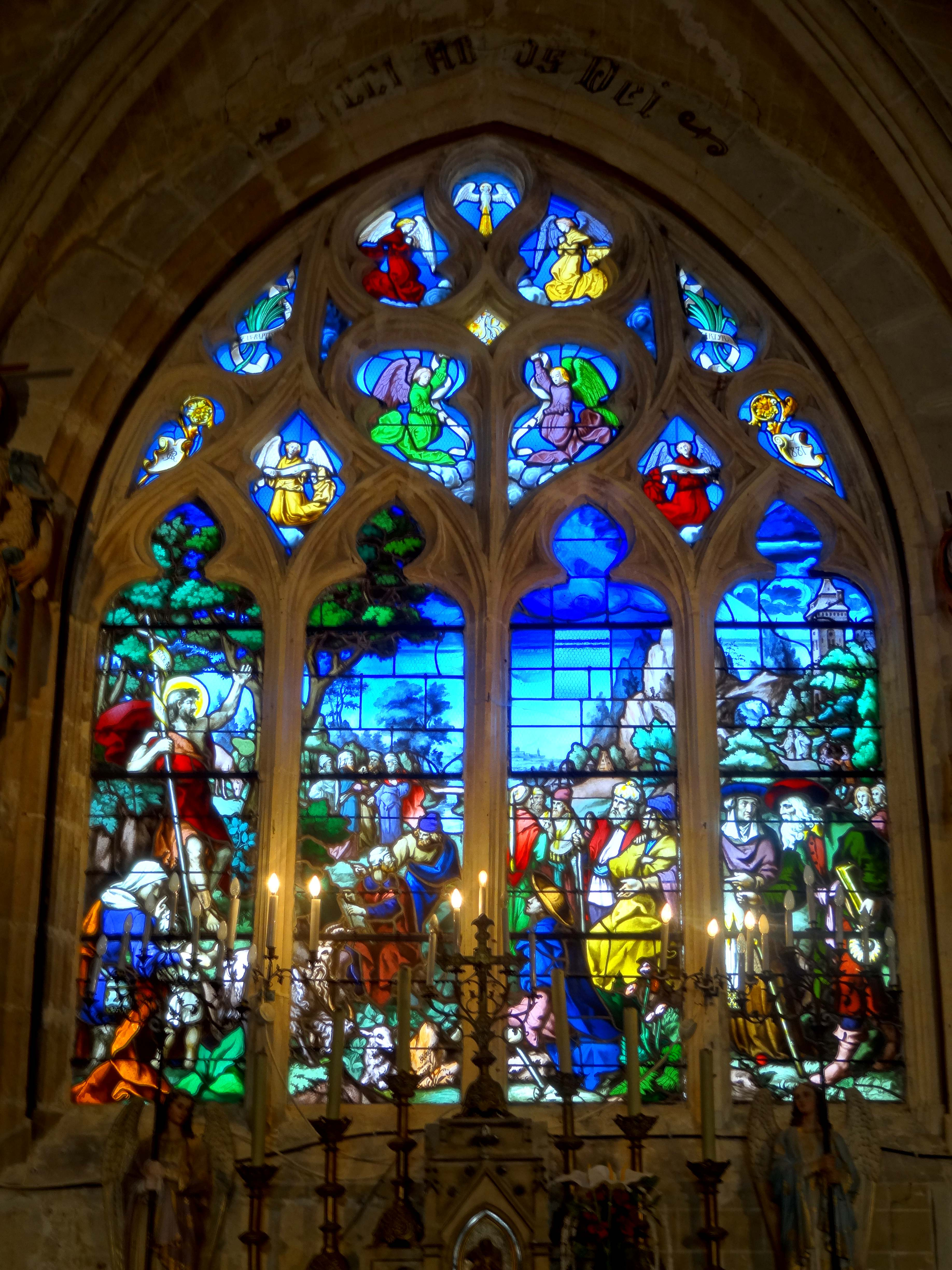
Verrière d'axe (no 0).
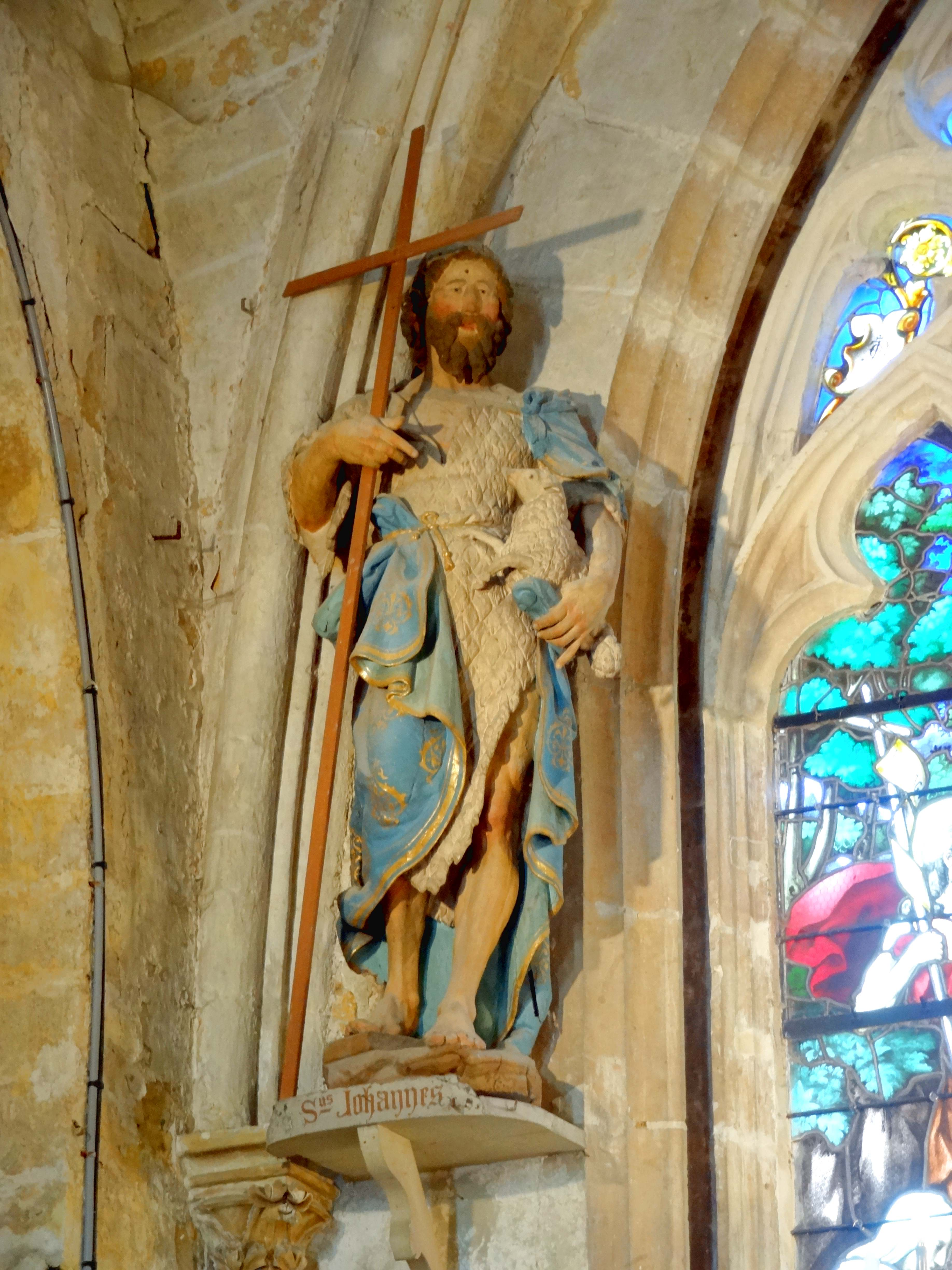
Saint Jean Baptiste.
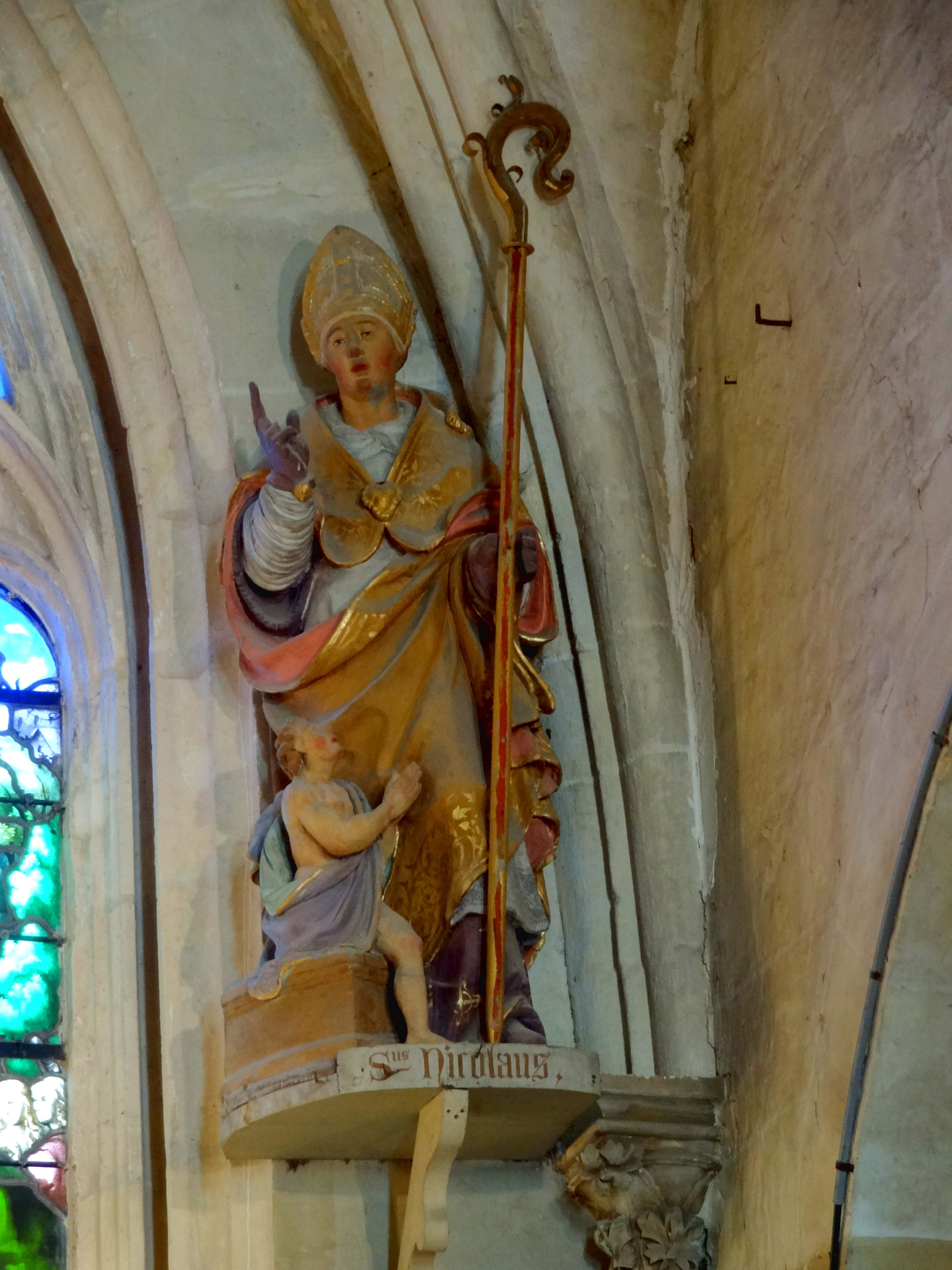
Saint Nicolas.
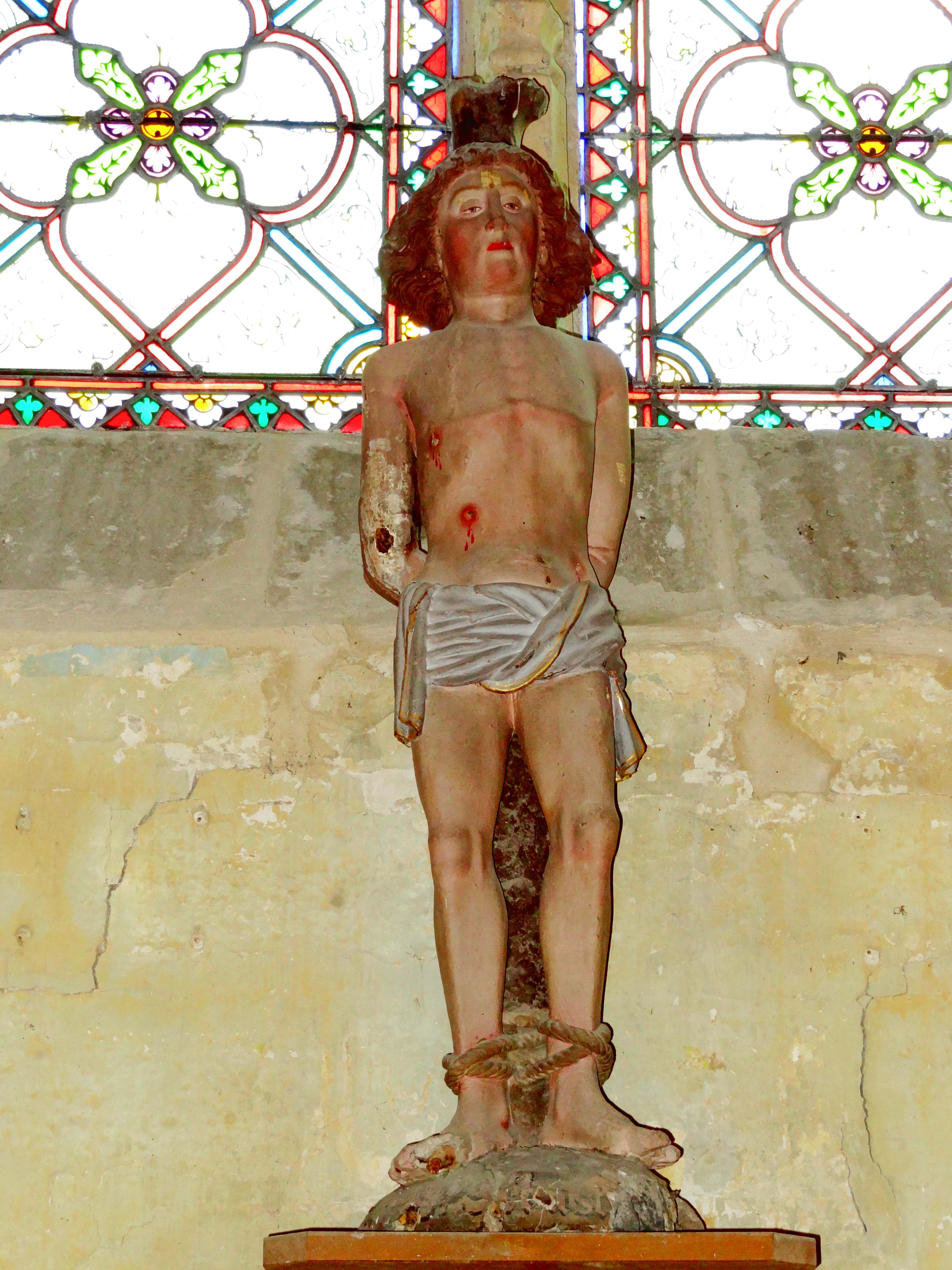
Saint Sébastien.